# Temi propagandistici del nazionalsocialismo

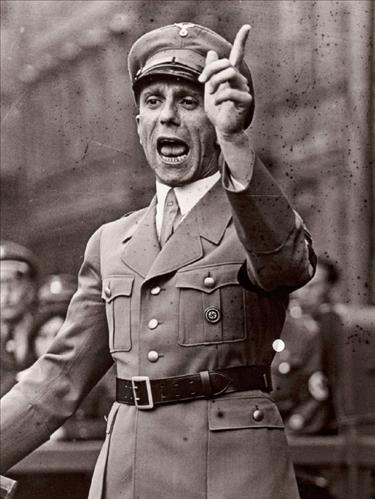
Joseph Goebbels, a capo del Reichsministerium für Volksaufklärung und Propaganda, mentre pronuncia un discorso nel 1934

Il nazionalsocialismo tedesco, prima e durante la sua permanenza del potere, tra il 1933 e il 1945, promosse un'ideologia che demonizzava i nemici del Partito Nazionalsocialista Tedesco dei Lavoratori (NSDAP), in particolare gli ebrei (con l'antisemitismo) e gli affiliati al comunismo (con l'anticomunismo), ma anche il capitalismo occidentale e l'intellettualismo.
La propaganda nella Germania nazista fu pervasiva e onnipresente; essa promosse i valori assunti dai nazisti, tra cui la "morte eroica", il Führerprinzip ("principio del leader"), la Volksgemeinschaft ("comunità del popolo"), il Blut und Boden ("sangue e suolo") e l'orgoglio nel confronti dell'Herrenvolk germanico (razza superiore).
La propaganda venne utilizzata ampiamente anche per mantenere il culto della personalità del leader nazista Adolf Hitler (il Führer) e per promuovere campagne atte a favorire l'eugenetica nazista e l'annessione dei territori tedeschi (Heim ins Reich) abitati da Tedeschi al di fuori dei confini nazionali (Volksdeutsche).
A seguito dello scoppio della seconda guerra mondiale la propaganda nazista colpì i nemici della Germania nazista, in particolare il Regno Unito (la "perfida Albione", attraverso l'anglofobia), l'Unione delle Repubbliche Socialiste Sovietiche (attraverso l'antisovietismo e l'anticomunismo) e gli Stati Uniti d'America (attraverso l'antiamericanismo e l'anticapitalismo).

## Nemici

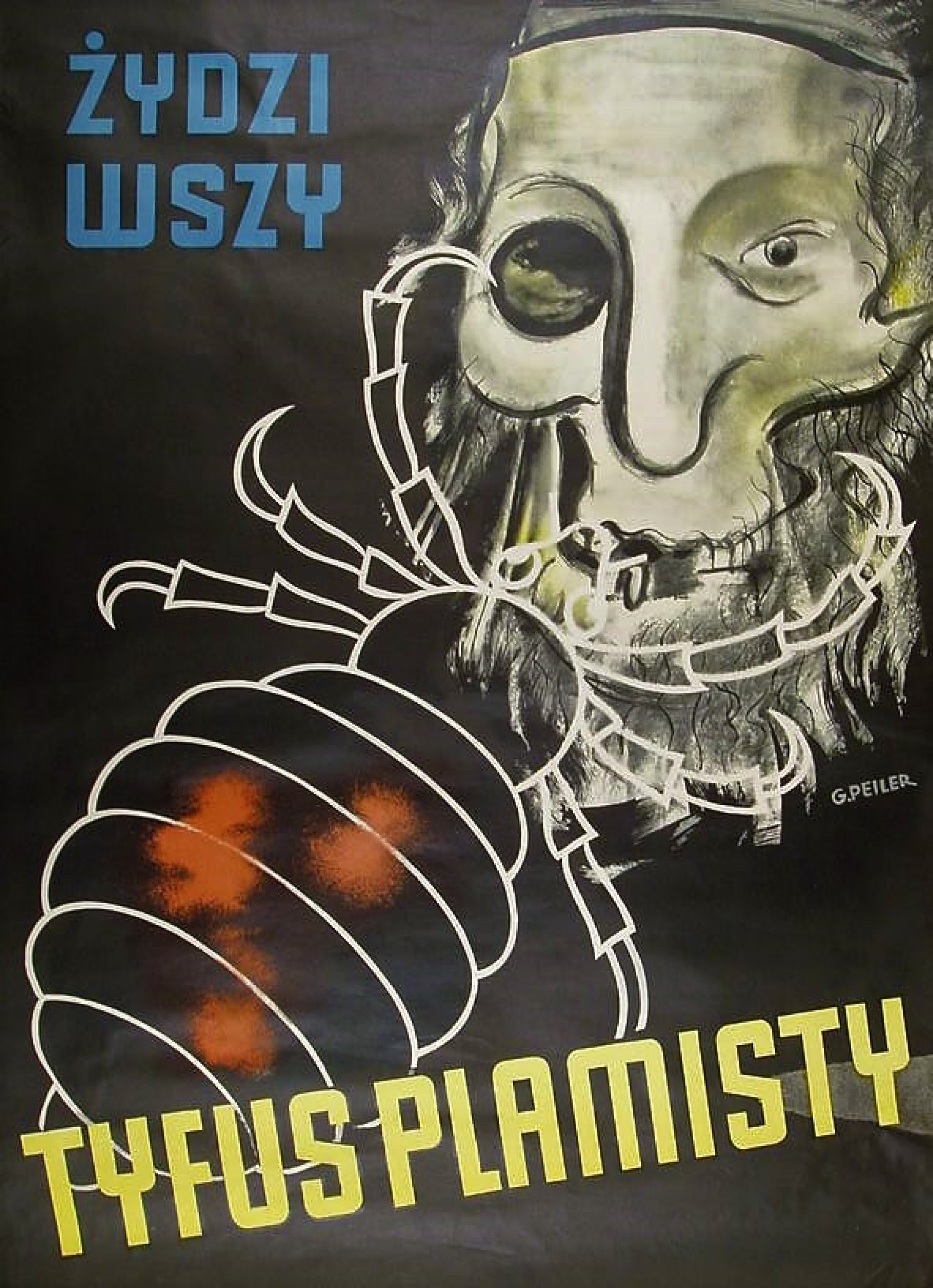
L'ebreo visto come un pidocchio portatore di tifo in un manifesto propagandistico del 1942

### Ebrei
La propaganda antisemita fu uno dei temi più comuni all'interno della propaganda nazista, anche se è stato occasionalmente occultato per ragioni meramente tattiche, come durante i Giochi della XI Olimpiade svoltisi a Berlino nel 1936. Esso è un argomento ricorrente nel libro di Hitler, il Mein Kampf, fatto pubblicare negli anni venti; fu pertanto una componente naturale dell'ideologia nazista fin dai suoi primordi.
All'inizio della sua adesione al partito nazista Hitler presentò gli ebrei come i responsabili di tutti i problemi morali ed economici della Germania, secondo lui fautori del bolscevismo e del "capitalismo internazionale". Egli accusò gli ebrei di aver accumulato in massa i soldi nazionali estirpando in tal modo le basi dell'economia già vacillante della Repubblica di Weimar, causa diretta quindi di tutti i problemi economici del paese.
Riuscì ad attirare ulteriori sentimenti antisemitici attraverso la Dolchstoßlegende (leggenda della pugnalata alle spalle), questo per spiegare la sconfitta avvenuta durante la prima guerra mondiale e giustificare le proprie opinioni come autodifesa. Nel corso di un suo discorso Hitler pronunciò una tirata antisemita concludendo con la domanda: Chi sta dietro al fallimento degli sforzi bellici dell'impero tedesco? La folla gridò esplodendo plaudente: gli ebrei".
Dopo il fallimento del Putsch di Monaco avvenuto nel novembre 1923 Hitler cominciò a moderare i suoi toni in attesa del processo, concentrando la propria difesa sulla sua disinteressata devozione al bene del Volk e alla necessità di un'azione coraggiosa per salvarlo dal baratro in cui stava precipitando. Sebbene i suoi riferimenti agli ebrei non venissero eliminati (parlando ad esempio di "tubercolosi razziale nei polmoni tedeschi") essi diminuirono per poter ottenere un maggior sostegno e una più mite sentenza processuale.

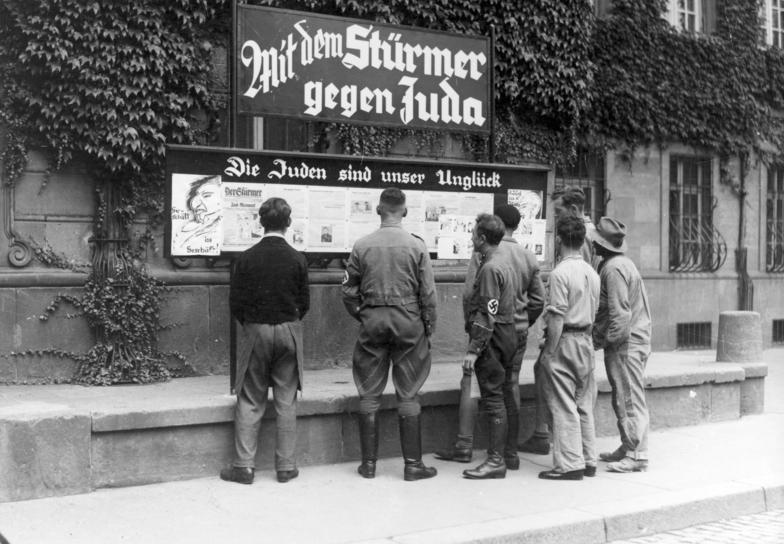
Cittadini tedeschi in una lettura pubblica di Der Stürmer: "Die Juden sind unser Unglück" (Gli ebrei sono la nostra disgrazia)

Alcuni nazisti in quella particolare circostanza ebbero a temere per qualche momento che il loro movimento avesse perso il suo peculiare aspetto e carattere antisemitico, ma pare che Hitler privatamente li venisse ad assicurare facendogli considerare i suoi precedenti punti di vista come lievi e superficiali, rispetto a quello che sarebbe venuto in seguito. Intanto il Mein Kampf "infuriava contro gli ebrei come un bacillo pericoloso".
Successivamente mormorò pubblicamente il suo viscerale antisemitismo; molti discorsi risalenti al periodo immediatamente successivo alla sua scarcerazione contengono ancora dei riferimenti agli ebrei, ma cessarono di essere puri colpi di fulmine antisemitici, a meno che un tale linguaggio non avesse fatto appello al più vasto pubblico. Alcuni altri discorsi non contengono più alcun riferimento agli ebrei, conducendo così a credere che il suo antisemitismo fosse stato soltanto uno stadio precedente.

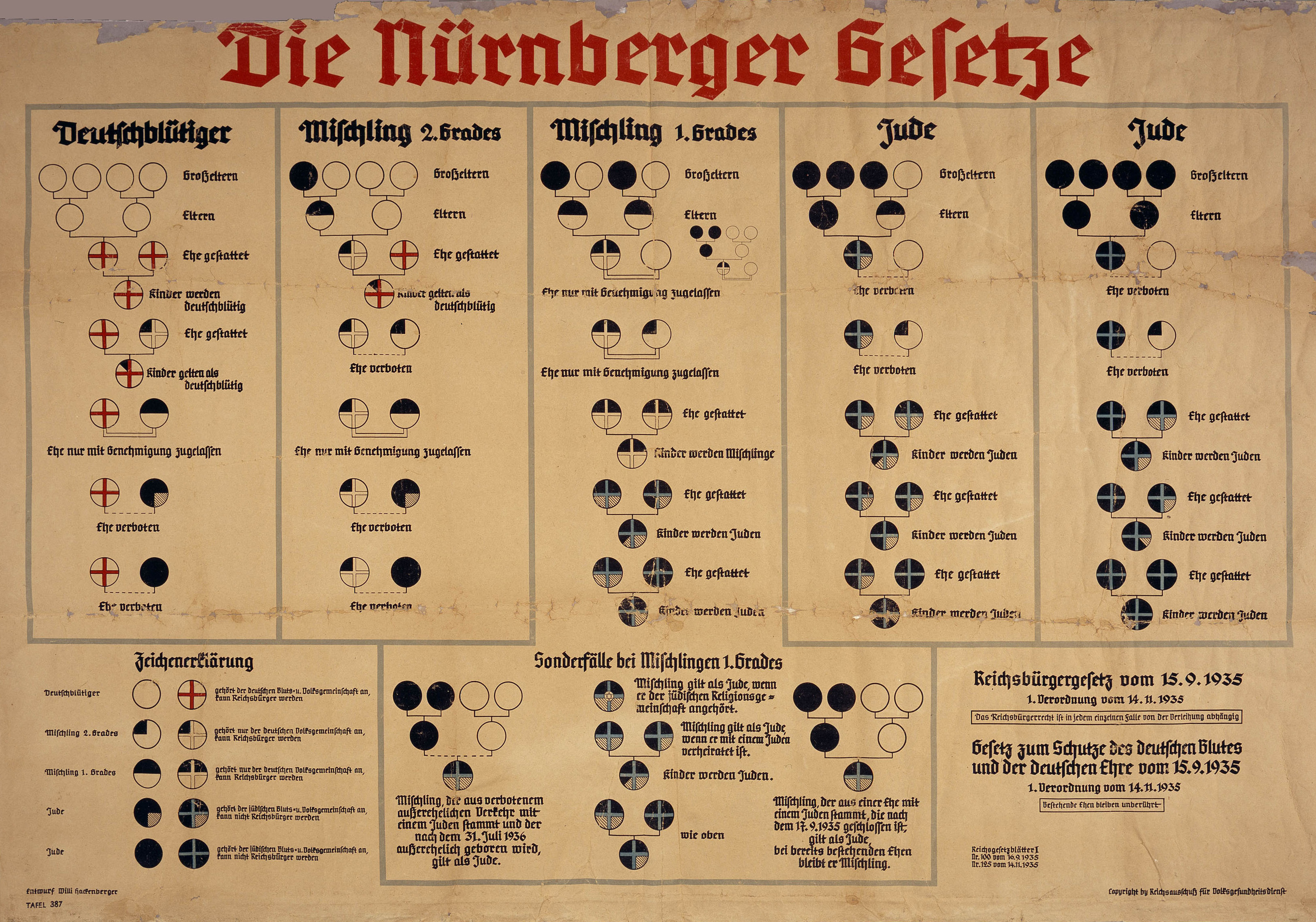
Il diagramma mostra la suddivisione delle razze umane (vedi pseudoscienza), che stette alla base della politica razziale nella Germania nazista. Solo persone con quattro nonni tedeschi (quattro cerchi bianchi - la prima tavola a sinistra) sono stati considerati tedeschi "a pieno sangue". I cittadini tedeschi con il proprio albero genealogico composto da tre o quattro antenati ebrei (quarta e quinta colonna a sinistra) sono stati riconosciuti dalle leggi di Norimberga come ebrei a tutti gli effetti. La colonna centrale mostra le persone di "sangue misto", a seconda del numero di origini ebraiche. Tutti i nonni ebrei sono stati automaticamente definiti membri della comunità ebraica (indipendentemente dalla misura in cui si identificassero in realtà con questo gruppo religioso).

Tuttavia i piani e le "tabelle antisemitiche" rimasero nella piattaforma del programma del partito nazionalsocialista; ancor prima di salire al potere, i libelli scritti e gli slogan espressi ad alta voce dei nazisti facevano espressamente la richiesta di boicottaggio nei confronti degli ebrei. La propaganda sull'anticapitalismo, che toccava il tema dell'usura, avrebbe utilizzato elementi antisemitici facendo un'associazione tra gli ebrei e i prestatori di denaro.
Nel 1933 i discorsi di Hitler parlavano di servire la Germania e di difenderla dai suoi nemici: i paesi ostili, il comunismo, gli esponenti del liberalismo e della cultura del decadentismo, ma non nominò gli ebrei. L'acquisizione dei pieni poteri a seguito dell'incendio del Reichstag (vedi Decreto dell'incendio del Reichstag e Decreto dei pieni poteri) portò a inaugurare il 1º aprile come giornata di boicottaggio dei negozi ebraici; Hitler, appena divenuto cancelliere del Reich, venne acclamato alla radio e sui giornali con fervore.
L'effettivo risultato dell'evento, a cui si dette la colpa prima ai comunisti e poi all'immigrato olandese con simpatie anarchiche Marinus van der Lubbe (sospettato in aggiunta di essere anche omosessuale), fu di quasi completa apatia al di fuori delle fortificazioni naziste (accettando supinamente anche la reintroduzione della pena di morte); ciò condusse l'opinione pubblica a intravedere nei nazisti gli interlocutori più affidabili e patriottici.
Nel 1935 entrò in vigore la prima serie compiuta di leggi antisemitiche nella Germania nazista; le Leggi di Norimberga vietano agli ebrei e agli oppositori politici di svolgere qualsiasi servizio nella funzione pubblica. Esse classificarono le persone con quattro nonni tedeschi come "di sangue tedesco, o imparentato a esso", mentre le persone vennero classificate come ebrei se fossero stati discendenti di tre o quattro nonni ebrei. Una persona con uno o due nonni ebrei venne definita un Mischling, un incrocio bastardo di "sangue misto".
Queste leggi privarono gli ebrei della cittadinanza tedesca e proibivano il matrimonio tra gli ebrei e gli altri tedeschi; le "leggi di Norimberga" vietarono qualsiasi rapporto sessuale tra membri della "razza ariana" e non-ariani i quali erano, insieme con gli ebrei, anche gli zingari, i negri e le donne che professavano la prostituzione coi loro figli bastardi.
Il cosiddetto "paragrafo ariano" fu ufficialmente giustificato con un aperto antisemitismo, raffigurante gli ebrei come sovrarappresentati nelle professioni; le misure antiebraiche vennero così facilmente presentate come "difensive". Gli oratori nazisti furono istruiti nel dire che gli ebrei continuavano a venir trattati con delicatezza; sono state fornite controprove a risposta di queste argomentazioni. Gli ebrei vennero attaccati per essere l'incarnazione vivente del capitalismo.
Dopo ben sei fascicoli dedicati all'"orgoglio etnico", Neues Volk, pubblicazione ufficiale del "Rassenpolitisches Amt der NSDAP'' (l'ufficio politico-razziale del partito) descrisse in un articolo la tipologia degli "ebrei criminali" in più edizioni, sollecitando la più completa mancanza di simpatia per le vittime delle "Leggi di Norimberga", provando a convincere i suoi lettori a far sì che potesse vedere la vita ebraica svolgersi normalmente, senza alcuna presecuzione in atto.
Joseph Goebbels, a capo del Reichsministerium für Volksaufklärung und Propaganda (Ministero del Reich per l'istruzione pubblica e la propaganda), fu uno strenuo difensore della politica razziale nella Germania nazista arrivando perfino ad affermare che la cattiva pubblicità era un errore per gli ebrei in quanto portava avanti l'argomento per la discussione (la cosiddetta "questione ebraica").
All'incontro congressuale del partito nel 1935 a Norimberga Goebbels ebbe a dichiarare che "Il bolscevismo è la dichiarazione di guerra da parte dei subumani internazionali guidati dall'ebraismo contro la cultura stessa".
I nazisti descrissero gli ebrei come Untermensch (sottouomini), questo termine venne utilizzato ripetutamente negli scritti e nei discorsi diretti contro di loro; un esempio tra i più noti è una pubblicazione delle SS del 1942 intitolata proprio "Der Untermensch"; esso conteneva esclusivamente propaganda oratoria antisemita. Nell'opuscolo intitolato "Le SS come un'organizzazione combattente antibolscevica" Heinrich Himmler scrisse nel 1936: "Ci occuperemo più mai in Germania, il cuore stesso dell'Europa, del pericolo costituito dalla rivoluzione bolscevica (la rivoluzione russa) ebraica dei subumani, che potrebbe essere accesa dall'interno o attraverso emissari esterni".
Verso la metà degli anni trenta i libri di testo con un contenuto maggiormente antisemitico erano quelli utilizzati negli istituti scolastici pubblici; questo piano talvolta fallì in quanto le caricature antisemitiche erano talmente crude che gli allievi non erano in grado di riconoscere in loro i propri compagni di classe ebrei.
L'aver posto la "questione ebraica" nell'educazione assicurò agli insegnanti che i bambini non solo erano capaci di capire il "problema" ma i loro "buoni istinti razziali" erano anche migliori di quelli dei loro genitori. Vi sono testimonianze sul fatto che i bambini corressero a nascondersi terrorizzati quando ad esempio un commerciante di bestiame ebreo si veniva a occupare degli affari dei genitori.

Le lezioni di biologia dovevano enfatizzare la suddivisione della specie animale (vedi razza) in natura, tanto da portare i bambini all'ovvia analogia (vedi razza):
Un branco di Rupicapra non è mai guidato da un Cervidae o una mandria di Equus ferus (cavallo selvatico) da un Sus scrofa (cinghiale). Ogni tipo si attacca con il proprio e cerca un leader appartenente alla stessa specie. Questo è il modo regolare della natura. Quando questi fatti vengono spiegati a scuola, è necessario che giunga il momento in cui un ragazzo o una ragazza si alzino e dicano: "Se è così è in natura, deve essere lo stesso anche con l'essere umano, ma il nostro popolo tedesco ha permesso una volta di essere guidato da quelli di razza estera, cioè gli ebrei.
Per gli studenti più anziani, si poteva spiegare che un maschio di Sturnidae si accompagna solamente con una femmina di Sturnidae. Insieme costruiscono un nido, allevano le uova, si prendono cura dei loro piccoli. I giovani sturnidae provengono da quello stesso nido. Così è disegnato e piace alla natura, la quale produce per ognuno il suo genere. Questo è il modo in cui la natura è! Solo quando l'umanità interviene, provengono le razze artificiali, la razza mista, il bastardo. La gente fa accoppiare un Equus caballus (cavallo) e un Equus asinus (asino) per produrre un mulo. Il mulo è un esempio di bastardo, un ibrido sterile. Ma la natura non lo vuole riprodurre.»
A questa maniera gli insegnanti vennero indottrinati; in questa maniera le "Leggi di Norimberga" divennero facilmente spiegabili.
A partire da questo momento in poi vi fu anche un vasto aumento della cultura popolare antisemita, non recante direttamente l'impronta dell'approvazione nazista; questa è stata considerata più obiettiva rispetto alle informazioni fornite dal Reichsministerium für Volksaufklärung und Propaganda. Anche i libri di letteratura per l'infanzia come Der Giftpilz (fatti pubblicare da Julius Streicher nel 1938) promossero l'antisemitismo.
Gli accademici, in vista della sempre più crescente pressione propagandistica nazista, cominciarono a mettere in circolazione pamphlet sulla "scienza razziale" per dimostrare le differenze inconciliabili esistenti tra ebrei e tedeschi, spesso ignorando del tutto tutte le altre "razze". Nei libri di testo tali misure furono presentate come ragionevoli e persino come "autodifesa razziale dalla contaminazione".
Das Schwarze Korps, organo ufficiale delle Schutzstaffel (SS) aumentò la durezza del suo tono verso gli ebrei al fine di preparare le SS a una vera e propria "guerra razziale". Questo stesso elemento avrebbe potuto anche apparire in un altro tipo di propaganda in cui l'antisemitismo non era il fulcro di tutto e non finalizzata esplicitamente a esso. I cattivi di Hitlerjunge Quex, S.A.-Mann Brand e Hans Westmar (una trilogia di film propagandistici del cinema nel Terzo Reich realizzati nel 1933) non erano solo comunisti, ma anche ebrei.
Tutto questo tuttavia non raggiunse il livello della propaganda successiva, subito dopo lo scoppio della seconda guerra mondiale. Goebbels, nonostante il suo personale razzismo, approvò solamente due commedie e un dramma storico con palese contenuto antisemitico. Il cinegiornale non contenne nella generalità dei casi alcun riferimento agli ebrei. La propaganda rivolta alle donne nella Germania nazista, additate come "bastioni contro la degenerazione razziale", pose sempre una forte enfasi sul loro ruolo nella protezione della "purezza razziale" senza indulgere nell'antisemitismo del Mein Kampf o di Der Stürmer.
Gerhard Wagner, al raduno di Norimberga del 1936, discusse le leggi razziali naziste più in termini di purezza della razza e di razza superiore piuttosto che in termini di "male ebraico". Un opuscolo datato 1938 esortante il sostegno a Hitler per le Elezioni al Reichstag del 1938 dava nota dettagliatamente dei risultati nazisti senza fare alcuna menzione dell'antisemitismo.
Ciò rispecchiò il desiderio di presentare sottilmente le dottrine razziali nazionalsocialiste nella sua qualità di scienza apparentemente obiettiva. Il terreno venne preparato per le successive opere antisemitiche con una forte enfasi data allo sciovinismo etnico. Hitler fece solo tre discorsi apertamente antisemitici tra la presa del potere e l'inizio della guerra, ma era abile a includervi spesso certi commenti criptici riguardo agli ebrei che i nazisti di fede più provata sapevano che comprovavano il suo non aver abbandonato le prime credenze.
La propaganda antisemita fu particolarmente tenuta sotto silenzio durante le Olimpiadi del 1936, quando a Der Stürmer non venne permesso di essere venduto per le strade.
Nel 1939 il discorso del 30 gennaio pronunciato da Hitler si aprì con una lode per la fioritura del popolo tedesco, ma continuò dichiarando che qualsiasi cosa potesse essere dannosa per il popolo non avrebbe potuto essere etica e minacciò gli ebrei come i responsabili di una guerra in arrivo. Nel 1942 i quotidiani citarono Hitler dicendo che la sua previsione era stata realizzata.

#### La Shoah
Nel 1941, quando a tutti gli ebrei venne imposto di indossare la stella di David, gli opuscoli nazisti istruirono il pubblico a ricordare a prima vista gli argomenti antisemitici, soprattutto dopo la pubblicazione statunitense di Germany Must Perish! di Theodore Kaufman; il libro venne fortemente stigmatizzato come esempio dell'obiettivo guerrafondaio della plutocrazia mondiale.
L'Olocausto non fu argomento di discussione nemmeno nelle riunioni ministeriali; l'unica volta che la questione venne sollevata fu respinta perché non in uso nella propaganda. Anche i funzionari dello stesso Reichsministerium für Volksaufklärung und Propaganda ebbero ad affermare a suo tempo che le atrocità compiute contro gli ebrei non erano altro che una propaganda messa in atto da parte del nemico.
Ma in contemporanea con l'Olocausto venne anche attuata una propaganda antisemita più aggressiva; gli articoli di Goebbels mandati a Das Reich includono considerazioni antisemite al vetriolo. Il presunto documentario intitolato L'ebreo errante affermò di voler mostrare le esistenze distruttive e fatiscenti degli ebrei, che si trovavano a essere inferiori persino ai parassiti e ai vermi.
Il dramma storico intitolato Süss l'ebreo (sempre del 1940) raffigurò l'ebreo come un lucratore che riesce a sottomettere un duca prestandogli del denaro e usando così il potere acquisito per opprimere i suoi sottoposti e consentendo alla fine di stuprare una "pura donna tedesca" dopo aver fatto arrestare e sottoporre a tortura il marito.
I poster del tempo di guerra diedero un messaggio simile, spesso descrivendo gli ebrei come gli autentici responsabili della guerra e di star dietro agli alleati della seconda guerra mondiale. Vennero distribuiti volantini antisemiti, tra cui presunte citazioni dell'Antico Testamento (che erano nella generalità dei casi delle traduzioni scarse), del tutto fuori dal contesto o inventate. In un attacco all'americanismo si affermò che gli ebrei stavano dietro anche a esso.
La difficoltà di mantenere simultaneamente la propaganda dell'anticomunismo e quella dell'anglofobia (il Regno Unito come "plutocrazia") portò anche ad accentuare ulteriormente l'antisemitismo, descrivendo gli ebrei come star dietro le spalle a entrambi.
Le istruzioni rivolte ai propagandisti nel 1943 li indirizzarono affermando che l'antisemitismo stava crescendo a dismisura in tutto il mondo, citando un presunto marinaio britannico che si augurava che Hitler uccidesse cinque milioni di ebrei; quest'ultimo uno dei più chiari riferimenti all'idea del genocidio presente nella propaganda nazista.

#### Fuori dalla Germania
La propaganda antisemita venne fatta diffondere anche al di fuori dai confini della Germania nazista. Si affermava che gli ucraini avessero già agito in precedenza contro gli ebrei (attraverso i pogrom) molte volte in passato per difendere la loro "alta dignità" e ora richiedevano il pagamento completo di tutte le umiliazioni e ingiurie subite .
I rapporti indicano che, anche se l'alta percentuale degli ebrei presente all'interno del Partito Comunista dell'Unione Sovietica aveva ottenuto il suo effetto, gli ucraini la consideravano una questione religiosa e non razziale.

#### InDer Stürmer
Il periodico propagandistico Der Stürmer fece sempre del materiale antisemitico uno dei suoi cavalli di battaglia, per tutta la sua storia prima e durante il potere nazista. Esemplificò l'antisemitismo crudo che Hitler nascose per mantenere il sostegno popolare di massa e anche quello straniero, ma la sua circolazione aumentò durante tutto il periodo del regime nazista. Anche dopo che Julius Streicher venne messo agli arresti domiciliari per un suo grave uso improprio Hitler gli fornì le risorse necessarie per poter continuare la sua propaganda.
Salaci racconti di generici reati sessuali commessi dagli ebrei si trovarono in quasi tutti i suoi numeri; l'incendio del Reichstag fu attribuito a una cospirazione ebraica; sostenne un piano precoce per far trasportare tutti gli ebrei in Madagascar, ma questa prospettiva venne abbandonata non appena divenne una possibilità effettiva. Più tardi prendendo Theodore Kaufman come modello di ebreo statunitense gli diede l'importanza che i nazisti attribuivano agli ebrei in generale, sollecitando l'idea che gli ebrei volessero sterminare i tedeschi e augurandosi che la Germania si premunisse davanti a questo pericolo solo con la distruzione totale degli ebrei.
Con l'istituzione di una sua cassetta delle lettere incoraggiò la segnalazione di atti ebraici antitedeschi; lo stile non ufficiale contribuì a prevenire il sospetto della propaganda prestandogli un'aura di autenticità.
Un libro di testo scritto da Elvira Bauer nel 1936 e intitolato Trau keinem Fuchs auf grüner Heid und keinem Jud auf seinem Eid venne progettato per mostrare ai tedeschi che gli ebrei non potevano essere affidabili; esso raffigurava gli ebrei come esseri inferiori, sleali e parassiti. Un ulteriore libro antisemitico per bambini intitolato Il fungo velenoso (Der Giftpilz: ein Stürmerbuch für Jung und Alt) e scritto da Ernst Hiemer venne distribuito nel 1938.
Nuovamente vennero descritti gli ebrei come subumani inutili e attraverso un testo contenente diciassette storie brevi, come l'antitesi dell'umanità ariana; l'ebreo venne disumanizzato fino al punto di essere visto nient'altro che come un fungo velenoso. Il testo comprendeva anche filoni di antisemitismo sia religioso sia razziale. I contenuti di questo libro seguivano i temi: "Come raccontare un ebreo", "Come i traditori ebraici truffano", "Come gli ebrei tormentano gli animali", "Ci sono giudei decenti?" e infine "Senza risolvere la questione ebraica, nessuna salvezza per l'umanità".
Due anni più tardi per opera dello stesso autore, un altro libro di testo venne dato alle stampe; esso attaccò gli ebrei attraverso l'antisemitismo razziale e descrivendo con vividi particolari tutti i mali derivanti dalla "miscelazione razziale". In questo testo gli ebrei furono ritratti come vampiri succhia sangue; affermando che gli ebrei erano uguali ai parassiti intestinali e sostenendo che "il verme e l'ebreo sono parassiti del peggior tipo, vogliamo la loro eliminazione, vogliamo diventare sani e forti e solo una cosa può aiutare ciò: il loro sterminio".
Lo scopo di tali tesi fu quello di tentare di giustificare la politica razziale nella Germania nazista nei confronti degli ebrei. Der Stürmer fu spesso utilizzato nelle scuole come parte dell'istruzione nazista rivolta ai giovani tedeschi; nonostante il suo status fosse eccessivamente antisemita, il giornale pubblico lettere da parte di insegnanti e bambini che lo approvavano.
Circa 100 000 copie di quest'ultimo libro furono stampate; il titolo (Der Pudelmopsdackelpinscher und andere besinnliche Erzählungen) derivava da una frase di Martin Lutero, il cui antigiudaismo i nazisti furono ben felici di riutilizzare.

### Comunisti
Quando Hitler cominciò a sviluppare le proprie convinzioni politiche, il comunismo venne considerato sin dal principio come il nemico principale della Germania; esso venne attaccato con virulenza già nel suo libro Mein Kampf. La propaganda raffigurò il comunismo come nemico non solo della Germania, bensì dell'intera Europa. I comunisti furono il primo gruppo a essere attaccato in quanto "nemici dello Stato" nel momento in cui i nazisti stavano dando la scalata al potere .
Secondo Hitler gli ebrei erano i nemici archetipici del Volk tedesco e nessun comunismo o bolscevismo sarebbe mai potuto esistere senza l'apporto fondamentale dato a essi dall'ebraismo. In un discorso del 1927 pronunciato al Landtag della Baviera, il propagandista nazista Julius Streicher, editore di Der Stürmer, utilizza il termine "Untermensch" riferendosi ai comunisti della Repubblica Bavarese dei Consigli (1918-19):
Prima della loro ascesa al potere vennero spesso presentati nella propaganda nazista i conflitti con i comunisti e i tentativi di sopprimerli. Gli articoli di varie testate giornalistiche presentarono i nazisti come vittime innocenti degli assalti e delle aggressioni comuniste. Un volantino elettorale fu distribuito, volto a "convertire" i comunisti; gli articoli dei propagandisti nazisti discussero e consigliarono sui metodi per convincere la classe operaia e gli esponenti del marxismo.
Gli slogan elettorali paventarono che se si fosse votato comunista tutti sarebbero diventati presto schiavi del bolscevismo, mentre se volevano rimanere dei tedeschi liberi allora avrebbero dovuto votare per i nazisti. Goebbels, molto ben consapevole del valore che la pubblicità (sia positiva sia negativa) poteva avere, provocò deliberatamente degli scontri all'interno delle birrerie e in mezzo alla strada, inclusi gli attacchi violenti diretti contro il Partito Comunista di Germania.
Sempre Goebbels usò la morte di Horst Wessel, assassinato a rivoltellate nel 1930 da due membri del partito comunista, come strumento propagandistico contro i "subumani comunisti".
Lo spettro del comunismo fu utilizzato anche per far assumere più velocemente a Hitler i pieni poteri dittatoriali. L'Incendio del Reichstag (23 febbraio 1933) venne subito presentato dai quotidiani nazisti come il primo passo nel tentativo comunista di assumere il controllo del paese. Hitler lo usò per ritrarre i nazisti come l'unica alternativa possibile ai comunisti; questo timore riuscì a smuovere le masse moderate tedesche tra le braccia dei nazisti.
Questo tipo di propaganda provocò anche l'accettazione di qualsiasi violenza anticomunista, mentre la violenza antisemita venne in quei primissimi temi meno accettata. Quando il papa Pio XI attaccò le violenze del nazismo attraverso l'enciclica intitolata Mit brennender Sorge (Con viva preoccupazione) la risposta ufficiale del governo fu una nota che accusava il papa di mettere in pericolo la difesa contro un mondo dominato dal bolscevismo.
Dopo che i nazisti assunsero il potere nel 1933 i comunisti furono tra i primi a essere mandati nei campi di concentramento; vi furono inviati a causa dei loro stretti legami con l'Unione Sovietica e perché il nazismo si opponeva fortemente al comunismo.
Film propagandistici come Hans Westmar e Hitlerjunge Quex raffigurarono la morte dei loro eroi in qualità di martiri uccisi dal comunismo; in entrambi i film il movimento bolscevico si presenta come una minaccia globale, con alcuni criminali spietati come leader, ma con alcuni comunisti fuorviati che avrebbero ancora potuto essere ispirati dagli eroi per ravvedersi fino a diventare, negli effetti, dei potenziali nazisti.
Anche la letteratura descrisse gli eroici lavoratori tedeschi che finirono con l'essere raggirati e assunti come servi da parte del marxismo internazionale, ma la cui natura intrinsecamente ariana si rivolgeva loro per permettergli di comprendere e di pentirsi. Der Giftpilz aveva un collaboratore sempre pronto a raccontare alla gioventù hitleriana che una volta era stato anche lui un comunista, ma che aveva capito in tempo che il comunismo era in realtà guidato dagli ebrei che stavano cercando di sacrificare la Germania in favore dei russi.
La guerra civile spagnola (1936-39) fece avviare la propaganda che ritraeva la Germania nazista come protettrice contro il "bolscevismo ebraico", facendo un pesante uso di storie di atrocità commesse dai comunisti e dagli anarchici in terra spagnola.
Prima del patto Molotov-Ribbentrop (1939) tra il 1936 e il 1938 furono condotte importanti campagne antibolsceviche. Nel 1937 il "Reichspropagandaleitung" ebbe una mostra antibolscevica viaggiante nelle principali e più grandi città. Nei film i comunisti russi furono raffigurati come spietati assassini. In Flüchtlinge (1933) solo un eroico leader tedesco riesce a salvare i tedeschi del Volga dalla persecuzione bolscevica sul confine sino-russo in Manciuria nel corso del 1928.
Friesennot (1935) rappresenta un villaggio di tedeschi del Volga che vengono spietatamente perseguitati in Unione Sovietica. Goebbels affrontò il congresso annuale del partito nazista nel 1935 con un discorso violentemente anticomunista.
Con la prima proclamazione del patto si presentò la necessità di una vera e propria modifica propagandistica, ma questo risultò talmente disgustoso per i nazisti più fedeli che la linea fu subito annacquata prima della sua violazione con l'operazione Barbarossa (1941). Le nuove notizie dovettero per un breve periodo di tempo essere neutrali nei confronti dell'esercito russo e attentamente rimosse le frasi retoriche tipiche antibolsceviche. Tuttavia i film anticomunisti vennero rapidamente ritirati.
Solo molto dopo l'inizio dell'operazione Barbarossa e l'apertura del Fronte orientale venne concessa l'autorizzazione a eliminare tutte le persone che erano comuniste:
(- Newsletter per le truppe ("Mitteilungen für die Truppe"), nel giugno 1941.)
Per "subumani rossi che dovrebbero essere eliminati" s'intesero principalmente gli attivisti politici, gli iscritti al partito, i commissari politici e i commissari del popolo nonché gli intellettuali, a cui i tedeschi dovevano sparare senza alcun preavviso.
Un manifesto settimanale di propaganda dichiarò che i soldati germanici avrebbero liberato l'Europa dal bolscevismo. Furono velocemente nuovamente fatti uscire i film anticomunisti e ne furono prodotti di nuovi come GPU (1942). Le linee guida date all'Heer descrissero i commissari sovietici come esseri inumani e ricolmi d'odio; si disse anche che i sovietici non prendevano prigionieri con sé.
Tutto ciò permise a Goebbels di far uso della propaganda anticomunista anche nei territori occupati, raffigurando la realizzazione di una grande Utopia che viene protetta dal tedesco contro la barbarie dei gulag comunisti. Lo stesso termine "cortina di ferro" venne inventato per descrivere questo stato di cose. Tale propaganda affermò che la Germania voleva proteggere dalla minaccia l'intero territorio europeo prima ancora della stessa cultura tedesca.
Un raro manifesto ucraino del 1941 mostra delle persone che guardano attraverso un muro raccontando agli ucraini che i russi avevano costruito un muro tutt'attorno a loro per far sì di mantenere invisibile la loro miseria.
Nel 1942 venne aperta una mostra intitolata "Paradiso Sovietico" per rappresentare l'Unione Sovietica come un luogo ricolmo solo di sporcizia e povertà; essa venne completata con un opuscolo e un film documentario dallo stesso titolo.
Furono fatti preparativi in attesa della vittoria sulla Russia, per presentare ciò come il trionfo totale sul comunismo.
Al principio del 1943 la sconfitta nella battaglia di Stalingrado condusse a una dura campagna antibolscevica in previsione di una possibilità di sconfitta. Il Massacro di Katyn' venne sfruttato sempre nel 1943 per cercare d'incunearsi tra la Polonia, gli Alleati della seconda guerra mondiale e l'Unione Sovietica e rafforzare così la linea di propaganda nazista sugli orrori del bolscevismo e al riguardo della sottomissione a esso da parte di inglesi e statunitensi. Vari pamphlet vennero diffusi per alimentare la paura nei confronti del comunismo.
L'impatto negativo delle politiche sovietiche attuate nel corso degli anni trenta era ancora fresco nella memoria degli ucraini; queste inclusero l'Holodomor (il tentativo di genocidio degli ucraini nel 1933), le Grandi purghe, la persecuzione degli intellettuali nel biennio 1937-38, il massacro degli intellettuali ucraini a seguito dell'annessione dell'ex Repubblica Nazionale dell'Ucraina Occidentale al governatorato generale polacco nel 1939 dopo l'invasione sovietica della Polonia con le Aree polacche annesse all'Unione Sovietica, infine l'introduzione e l'implementazione della collettivizzazione.
Come conseguenza diretta la popolazione d'intere città e villaggi accolse lietamente i tedeschi come liberatori il che aiuta anche a spiegare il rapido progresso senza precedenti delle forze tedesche nell'occupazione dell'Ucraina (il Reichskommissariat Ukraine). Agli ucraini all'inizio venne fatto credere di essere stati liberati dal comunismo, ma rapidamente si diede il via allo sfruttamento intensivo del territorio in cui anche la celebrazione per la "liberazione di Kiev" fu proibita, ma il fallimento avvenuto a Stalingrado riportò in gioco la propaganda in grande stile.

### Intellettuali
Il movimento nazista fu apertamente percorso da antirazionalismo, favorendo e facendo appello alle emozioni e ai miti culturali. Si preferirono le "virtù" non intellettuali come la lealtà, il nazionalismo, il senso del dovere, la purezza razziale e il sangue e con ciò produssero presumibilmente un disprezzo pervasivo nei confronti degli intellettuali.
Sia attraverso le dichiarazioni apertamente espresse sia tramite la propaganda in tutte le sue forme favorirono una sensazione di "sincerità del pensiero" in quanto tali sentimenti, derivanti direttamente dalla natura, non avrebbero potuto essere altro che semplici e diretti. Nel Mein Kampf Hitler ebbe a lamentarsi di una "sopravvivenza preesistente", di un "lavaggio del cervello" e di una mancanza di istinto e di volontà, mentre in molti altri passaggi rese chiara l'associazione tra l'intellettuale e l'antisociale.
Gli intellettuali furono spesso vittime delle battute di Hitler; la gioventù hitleriana e la lega delle ragazze tedesche vennero istruite apertamente a mirare alla costruzione del carattere piuttosto che all'istruzione e all'educazione. La teorizzazione offerta per il nazismo venne fatta sviluppare solamente dopo la pratica la quale finì col denigrare il pensiero esperto e la sua profondità, per poi finire d'altra parte a ricercare intellettuali che avrebbero potuto essere portati a sostenerlo.
I maggiori oratori e retori delle Sturmabteilung (SA) furono ampiamente utilizzati, anche se il loro fanatismo talvolta riuscì a offendere un pubblico ben educato, ma con i loro modi severi e folk spesso riuscivano a far appello alla simpatia degli ascoltatori. Un popolare oratore di Monaco di Baviera, esprimendo la sua noia nei riguardi di una ricerca biologica appena effettuata, chiamò invece all'appello le emozioni razziali: gli "istinti etici sani" avrebbero rivelato la qualità del "tipo ariano".
In un saggio del 1937 rivolto ai propagandisti e intitolato "Cuore o ragione, cosa che non vogliamo dai nostri interlocutori" venne espressamente denunciato il fatto che gli oratori avrebbero dovuto mirare al cuore e non alla comprensione, mentre molti di essi non tentavano nemmeno di provare a far questo; ciò doveva anche comprendere una "Weltanschauung" (condizione e visione del mondo e della vita) inesorabilmente ottimista, rivolta verso il futuro radioso del "Reich millenario".
La "ragione pura" venne attaccata come una cosa incolore, tagliata fuori dal sangue; Bernhard Rust, a capo del "Reichsministerium für Wissenschaft, Erziehung und Volksbildung" (Ministero delle Scienze, dell'Educazione e della Cultura Nazionale) ordinò ai colleghi insegnanti di trasferirsi dai centri universitari "troppo intellettuali" verso la campagna, dove avrebbero potuto essere più facilmente indottrinati e avrebbero inoltre beneficiato anche del contatto con il puro contadino tedesco.
Un periodico delle SS dichiarò che il QI (quoziente d'intelligenza) varia inversamente con l'infertilità maschile e che i documenti medici dichiaravano che la diffusione delle attività educative aveva ridotto il tasso di natalità.
Questo fu spesso anche correlato alle dottrine di "Blut und Boden" e a una visione organicistica del popolo tedesco; per esempio l'idea di "Sangue e Suolo" riprodusse una donna che rifiuta il suo fidanzato legale per poter sposare il proprietario di un'azienda agricola.
Il sintagma venne riferito anche all'antisemitismo, in quanto gli ebrei venivano spesso accusati di essere intellettuali e di possedere uno spirito critico distruttivo. Il "Bücherverbrennungen" (rogo dei libri) fu salutato da Goebbels come la fine "dell'era dell'estremismo intellettuale ebraico".
Questa stessa visione influenzò anche la creazione propagandistica; Goebbels, che non si stancò mai di attaccate l'intellettualismo, consigliò i propagandisti di mirare con il proprio lavoro al taglialegna di Bad Aibling.
Nel complesso questi temi rifletterono la stessa visione nazista, scissa da una parte verso il mito e dall'altra verso la modernità.

### Capitalisti
Il capitalismo venne attaccato anche in quanto "moralmente inferiore rispetto ai valori tedeschi" e perché aveva fallito nelle sue previsioni di assimilare il popolo tedesco. Il Regno Unito fu attaccato nella sua qualità di plutocrazia.
Il capitalista tipico venne ritratto come un ebreo, facendo così in modo di portare un attacco sia al comunismo sia alla "plutocrazia", descrivendo gli ebrei come star dietro e tirar le fila a entrambi. La propaganda dell'anticapitalismo attaccando la "schiavitù dell'interesse" utilizzò l'associazione degli ebrei con i prestatori di denaro.
Inizialmente i nazisti sperarono di ottenere un'alleanza con i britannici, ma subito dopo lo scoppio della guerra furono denunciati come il più "ebreo tra i popoli ariani" e come semplici plutocrati che combattono esclusivamente per il denaro. Un altro tema importante fu la sottolineatura della differenza tra la plutocrazia britannica e la Germania nazista.
I giornali e i cinegiornali tedeschi spesso mostrarono foto e filmati dei disoccupati britannici costretti a vivere nelle baraccopoli insieme con un commento negativo sulle differenze esistenti di standard di vita della classe operaia della Germania nazista rispetto a quella della classe operaia che viveva sottomessa alla plutocrazia britannica. Contemporaneamente la propaganda li presentò come strumenti nelle mani dei comunisti.
La stampa tedesca fece la parodia del sovrano Giorgio VI del Regno Unito e della moglie Elizabeth Bowes-Lyon, sostituendo la regina con Iosif Stalin e aggiungendovi una falce e martello e una stella di David. Il periodico settimanale Parole der Woche ebbe a dichiarare che gli Stati Uniti d'America assieme ai britannici avevano accettato di lasciare che Stalin s'impadronisse dell'intero continente europeo.
Utilizzando la propaganda per presentare gli ebrei come tiranti le fila sia del comunismo sia del capitalismo aiutarono a stimolare le opposizioni alla "plutocrazia" e al comunismo in una volta sola.
Dopo l'invasione dell'Unione Sovietica e aprendo il Fronte orientale la ripresa della propaganda, collegando rapidamente l'attacco alle British Armed Forces, semplificò notevolmente il compito di attaccare in contemporanea il comunismo e la plutocrazia. Entro due settimane dall'invasione Goebbels proclamò l'attacco come il tentativo di preservazione della civiltà occidentale dal comunismo.
Ancora nel 1942 il governo nazista credeva che la caduta di Winston Churchill fosse possibile, cosa che Goebbels scelse per spingere sull'idea che gli inglesi avrebbero ceduto l'Europa al bolscevismo. La persistenza nella ricezione di questo piano nascosto tra inglesi e russi fu un elemento importante durante il discorso di Sportpalast (18 febbraio 1943) quando Goebbels dichiarò la guerra totale.

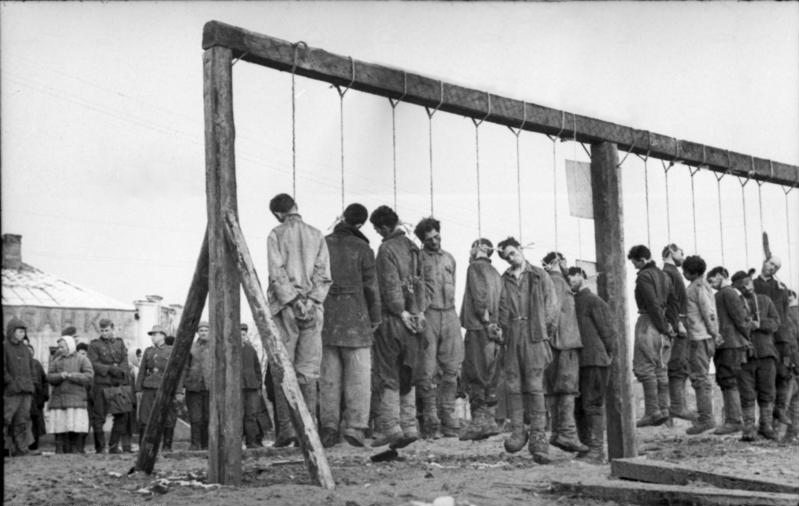
Presunti partigiani sovietici impiccati dalle forze tedesche nel gennaio 1943

### Russi
La Russia assunse un ruolo decisivo nell'espansione tedesca hitleriana e nella politica estera del Lebensraum (spazio vitale), in quanto realizzazione del suo programma scritto nel 1924-26; nel Mein Kampf Hitler dedicò un capitolo apposito sul tema dei territori da occupare a Oriente; la "politica del volgersi verso est" illustrò i suoi piani di colonizzazione. Invitò i tedeschi ad "assicurarsi la legittimità su questa terra", annunciando al popolo tedesco:
Poiché il popolo russo apparteneva agli slavi e non ai germanici l'Unione Sovietica venne attaccata anche per acquisire nuovi territori da sottomettere alla politica razziale dello "spazio vitale", poiché l'ideologia nazista credeva che solo la razza nordica (di cui facevano parte i popoli germanici) rappresentasse la "Herrenvolk" o razza superiore destinata a espandersi verso l'est ("Drang nach Osten"). Per Hitler l'operazione Barbarossa fu subito una "guerra d'annientamento", essendo sia una guerra ideologica tra il nazionalsocialismo tedesco e il bolscevismo ebraico oltre a essere una guerra razziale tra i tedeschi e i bolscevichi, gli ebrei, gli zingari e gli slavi subumani ("Untermenschen").
Influenzato da queste linee guida, in una direttiva inviata alle truppe sotto il suo comando, il generale Erich Hoepner della 4. Panzerarmee ebbe a proclamare:
Heinrich Himmler in un discorso rivolto alle truppe del Fronte orientale, l'Heeresgruppe Nord, disse:
Nel corso delle operazioni belliche a est Himmler fece pubblicare un opuscolo intitolato proprio "Der Untermensch" contornato di fotografie di esempi ideali ariani in contrasto con le foto delle devastazioni compiute dalle "razze barbare" ebree a partire dai tempi di Attila e Gengis Khan fino ai massacri compiuti dai sovietici dominati dall'ebraismo.
Hitler credeva che dopo l'invasione dell'Unione Sovietica la guerra in oriente avrebbe dovuto definitivamente distruggere il bolscevismo, mirando così ad annientare l'ex impero russo, e trasformarsi in una guerra per l'espansione tedesca e l'intensivo sfruttamento economico dei territori conquistati.
Goebbels in Das Reich spiegò la resistenza russa in termini di anima ostinata ma bestiale; i russi furono chiamati "asiatici" e l'esercito dell'Armata Rossa in termini di "orde asiatiche".
Le truppe furono informate che durante la prima guerra mondiale avevano spesso ingannato l'avversario, indossando uniformi tedesche per poter così uccidere più facilmente i tedeschi.
Fino agli inizi del 1942 fu in uso il seguente solgan: "Il russo è una bestia che dev'essere schiacciata", ma la necessità della manodopera russa nella forza lavoro tedesca ne portò alla sua veloce scomparsa. Eventi come la strage di Nemmersdorf e la strage di Metgethen furono utilizzati anche dalla propaganda tedesca per rafforzare lo spirito combattivo sul fronte orientale verso la fine della guerra.

### Cecoslovacchi
Fino alla fine della Cecoslovacchia nel marzo del 1939 lo Stato era uno dei principali obiettivi di propaganda negativa. La Cecoslovacchia venne rappresentata come un'abominazione creata dal trattato di Versailles, uno Stato artificiale che non avrebbe mai dovuto essere stato creato. Inoltre il paese fu speso accusato d'impegnarsi in un qualche tipo di genocidio nei confronti dei tedeschi etnici del Sudetenland. I media tedeschi proclamarono ricorrenze basate sulle false dichiarazioni di massacri avvenuti dei sudditi tedeschi.
Inoltre il trattato cecoslovacco-sovietico del 1935 fu rappresentato come una mossa aggressiva rivolta contro la Germania. Tra i reclami particolari preferiti vi fu quello di mostrare la Cecoslovacchia come un "vettore aereo sovietico" installato nell'Europa centrale, vale a dire che si propagandava l'esistenza di basi segrete della Voenno-vozdušnye sily SSSR in territorio cecoslovacco che avrebbero consentito ai sovietici di bombardare e distruggere le città tedesche.
La propaganda anticecoslovacca raggiunse il suo apice nel 1938 con la crisi che portò alla Conferenza e accordo di Monaco.

### Polacchi
In un primo momento Hitler e i nazisti videro la Polonia come un potenziale alleato contro l'Unione Sovietica; Hitler ripetutamente suggerì un'alleanza tedesco-polacca contro i sovietici ma Józef Piłsudski si rifiutò, cercando invece di guadagnare tempo prezioso per prepararsi alla guerra potenziale contro la Germania o contro i sovietici.
Nel gennaio del 1934 venne firmato il Patto di non aggressione tedesco-polacco e da allora in poi tutti gli attacchi verbali contro la Polonia cessarono. Uno dei segni del cambiamento si verificò già nel 1933 quando un professore tedesco pubblicò un libro che ricevette molta attenzione nei media per la sua dimostrazione di "amicizia tedesco-polacca"; esso elogiava la "relazione politica e culturale particolarmente vicina" esistente tra Germania e Polonia che si diceva essere lunga più di mille anni.
Per molti anni fu proibito discutere della minoranza tedesca presente in Polonia e questo proseguì fino all'inizio del 1939, quando i giornali vennero invitati a fare pressioni nei riguardi di Danzica. La ragione di questo nuovo stato di cose fu costituito principalmente dal patto di non aggressione stipulato nel 1934, un tentativo fatto dalla Germania di dividere il "cordone sanitario" come sistema di alleanza francese in Europa orientale.
Gli attacchi propagandistici rivolti contro la Polonia avrebbero stimolato i polacchi a dubitare della sincerità della politica tedesca di riavvicinamento al paese. Nel 1935 quando due segretarie del ministero della guerra di Germania furono catturate dopo aver fornito segreti statali al loro amante, un diplomatico polacco, le due donne vennero decapitate per alto tradimento mentre il diplomatico fu dichiarato persona non grata. Attraverso le due donne fu ampiamente diffuso nella stampa tedesca il loro impegno nello spionaggio per conto di un paese straniero, ma il nome della potenza straniera non fu mai menzionato per mantenere buoni i rapporti con la Polonia.

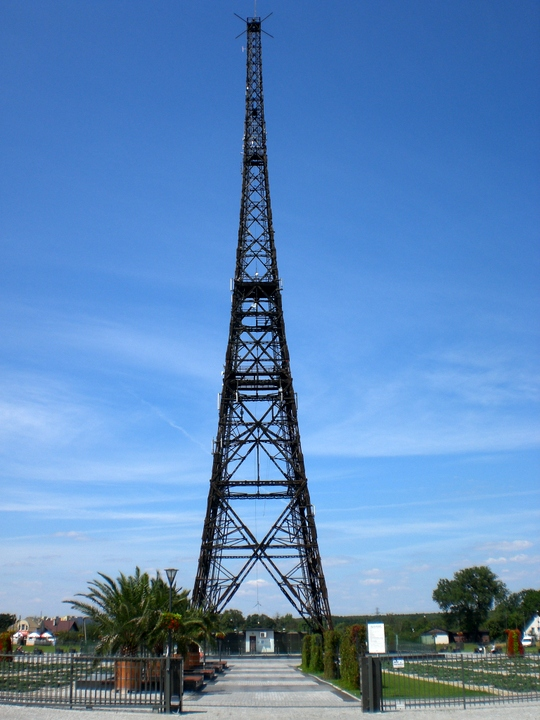
La Torre radio di Gliwice com'è attualmente. Fu qui che i tedeschi provocarono l'Incidente di Gleiwitz per giustificare l'invasione con la campagna di Polonia nel 1939

Allo stesso tempo la perdita di territorio a favore dei polacchi a seguito del trattato di Versailles rimase un tema molto diffuso in Germania e sotto la repubblica di Weimar nessun governo tedesco fu mai disposto a riconoscere la legittimità delle frontiere con la Polonia; mentre molti tedeschi non furono mai disposti ad accettare la legittimazione tout court dell'esistenza dello Stato polacco. Nella Germania tra le due guerre i sentimenti antipolacchi cominciarono a fiorire.
Lo storico statunitense Gerhard Weinberg osserva che per molti tedeschi della repubblica weimariana la Polonia era un'abominazione, la cui gente era vista come "una specie orientale di scarafaggi". La Polonia venne solitamente descritta come "Saisonstaat" (uno Stato per la stagione). Nella Germania tra le due guerre la frase "polnische Wirtschaft" (economia polacca) era l'espressione che i tedeschi usavano per descrivere qualsiasi situazione che fosse irrimediabilmente confusa e senza speranza.
Weingerg notò che negli anni venti ogni leader politico tedesco si rifiutava di accettare la Polonia come nazione legittima e sperava invece di spartirsela con l'Unione Sovietica. I nazisti non erano preparati per essere considerati meno duri con la Polonia rispetto alla repubblica di Weimar, per cui fino al 1939 l'argomento polacco venne semplicemente evitato con la massima attenzione.
La propaganda nazista cominciò a chiedere che la città di Danzica avrebbe dovuto ritornare alla Germania; dal momento che il trattato di Versailles fece separare la città dall'ex impero tedesco facendola diventare parte di una semiautonoma città-stato, la Città Libera di Danzica. La sua popolazione aumentò da 357 000 (1919) a 408 000 nel 1929 e secondo il censimento ufficiale il 95% dei suoi abitanti erano tedeschi.
I tedeschi che ne favorirono la reincorporazione alla Germania ricevettero sostegno politico e finanziario da parte del regime nazista. La Germania nazista richiese ufficialmente il ritorno di Danzica alla Germania assieme alla creazione di un'autostrada extraterritoriale (cioè sotto la giurisdizione tedesca) attraverso l'area del corridoio di Danzica per avere un accesso via terra tra le due parti separate della Germania. Vi erano molti tedeschi che parteggiavano per i nazisti a Danzica; nel corso degli anni trenta il partito nazista locale capitalizzò sui sentimenti filotedeschi dei cittadini e nel 1933 riuscì a raccogliere la buona metà dei voti per il parlamento.
Hitler usò la questione dello status della città come pretesto per attaccare la Polonia e nel maggio del 1939, nel corso di una riunione di alto livello dei funzionari militari tedeschi spiegò loro che non era in palio semplicemente la città di Danzica: "Per noi è questione di espandere il nostro Lebensraum a est, aggiungendo che non ci sarà ripetizione della situazione ceca e che la Germania attaccherà la Polonia alla prima opportunità, dopo aver isolato il paese dai suoi alleati occidentali".
Mentre le richieste naziste aumentavano facendosi più pressanti, i rapporti tedesco-polacchi rapidamente si deteriorarono. Nella primavera del 1939, poco prima dell'invasione, venne lanciata una grande campagna antipolacca affermando pretenziosamente che i tedeschi in Polonia venivano costretti ai lavori forzati con una persecuzione di fatto nei confronti della loro etnia, aggiungendovi poi la questione del "disordine polacco", dei polacchi che provocano incidenti di confine e delle intenzioni aggressive del suo governo. Tutti i giornali scrissero abbastanza ampiamente sulla questione.
Film come Heimkehr rappresentava i tedeschi etnici polacchi come spietatamente perseguitati, spesso attraverso riconoscibili tattiche naziste, concludendo che fosse necessaria l'invasione per proteggerli.
Nel tentativo di giustificare l'invasione nazista della Polonia Goebbels produsse fotografie e altre prove per montare l'accusa che i tedeschi etnici furono massacrati dai polacchi. La Domenica di sangue di Bydgoszcz venne presentata nel modo più favorevole alla propaganda nazista. I nazisti usarono poi l'Incidente di Gleiwitz per giustificare l'invasione, sebbene l'incidente stesso fosse stato inscenato da Heinrich Himmler e Reinhard Heydrich usando i detenuti dei campi di concentramento vestiti con uniformi polacche; si suppose che i polacchi avessero attaccato la stazione radio tedesca utilizzando i propri prigionieri, fatti poi tutti assassinare sul posto.
La Germania invase la Polonia il 1º settembre 1939 (campagna di Polonia) dopo aver firmato un accordo di non aggressione con i sovietici (il patto Molotov-Ribbentrop) alla fine di agosto. L'attacco tedesco ebbe inizio proprio a Danzica con un bombardamento aereo delle posizioni polacche a Westerplatte da parte della nave da guerra tedesca SMS Schleswig-Holstein e l'atterraggio della fanteria tedesca sulla penisola. Numerosi difensori polacchi resistettero a Westerplatte per una settimana intera prima di esaurire le munizioni.
Nel frattempo, a seguito di un duro scontro, i difensori dell'ufficio postale polacco di confine furono processati e giustiziati, per essere seppelliti sul posto nel quartiere di Zaspa nell'ottobre seguente. Solo nel 1998 un tribunale tedesco fece annullare la condanna e la sentenza. La città venne ufficialmente annessa alla Germania nazista e incorporata nella provincia di Reichsgau Danzig-Westpreußen.
La morte di alcuni soldati della cavalleria polacca, provocata dai carri armati tedeschi, produsse un mito che li voleva annientati dai tank, che la propaganda tedesca usò per promuovere la propria inequivocabile superiorità razziale. La propaganda nazista nell'ottobre del 1939 convinse i tedeschi di vedere tutti i polacchi etnici, gli zingari Rom e gli ebrei sullo stesso livello di subumani.
Nel tentativo di evitare un tale stigma antipolitico quando i bambini polacchi furono rapiti per avviare la loro "germanizzazione" forzata, gli ordini ufficiali vietarono di far conoscere al pubblico il termine "bambini polacchi germanizzati"; furono invece fatti chiamare "bambini tedeschi polonizzati" o "bambini di origine tedesca" o anche "orfani tedeschi". I tedeschi furono informati che i certificati di nascita per i bambini erano stati falsificati per mostrarli come polacchi per rubarli così al loro patrimonio ancestrale ereditario tedesco.

### Britannici
La posizione della propaganda nella Germania nazista verso il Regno Unito cambiò nel corso del tempo. Prima del 1938, mentre Hitler ancora cercava di assicurarsi la Gran Bretagna in un'alleanza, la propaganda elogiò gli inglesi come esperti imperiali ariani; più tardi, quando i nazisti avevano oramai capito che sarebbero stati costretti a combattere contro i britannici a causa del loro ardente rifiuto davanti a qualsiasi proposta di pace, la propaganda incominciò a descrivere gli inglesi come plutocrati oppressivi e odiosi ai germanici. Durante la guerra accusarono la "perfida Albione" di crimini di guerra cercando soprattutto di spingere a una separazione dai francesi.

### Statunitensi
La propaganda antiamericana affrontò pesantemente il tema della mancanza di "unità etnica" degli Stati Uniti; questo fatto venne rappresentato come la prova del suo essere nient'altro che "una terra senza un cuore" con un mescolamento razziale che aveva prodotto la distruzione di tutti gli appartenenti alla razza superiore. La cultura degli Stati Uniti d'America venne ritratta come essenzialmente infantile e gli americani come esseri incapaci di apprezzare la cultura europea.
Un articolo intitolato "L'America come perversione della cultura europea" la classificò secondo quello stesso concetto, cioè la presunta rozzezza culturale venne fornita come prova dell'inferiorità statunitense e utilizzata ampiamente dai propagandisti nazionalsocialisti. Ciò richiamava a una lunga tradizione che partiva dal romanticismo tedesco il quale vedeva il paese d'oltreoceano come una società priva di una cultura stabile, in definitiva una società incapace di vera cultura.
Goebbels tenne un discorso sulle relazioni negative americane alle campagne antiebraiche nel 1938, chiedendo loro di interrompere immediatamente la propria critica.
Hitler dichiarò l'America come una nazione bastarda, meticcia, diventata troppo ricca troppo presto e governata da un'élite capitalista con forti legami con gli ebrei e gli statunitensi un "popolo bastardo" incapace di una cultura superiore o di grandi successi creativi.
I giornali vennero avvertiti subito dopo l'entrata in guerra degli Stati Uniti di evitare di ritrarre in un modo nuovo gli americani in maniera di porre in un serio imbarazzo gli isolazionisti d'oltreoceano; questo a causa dell'ostilità notevolmente più ampia da parte degli statunitensi nei confronti dei tedeschi, molto maggiore di quanto non lo fosse stata verso la fine della prima guerra mondiale. Vennero compiuti notevoli sforzi per ridurre al minimo lo shock costituito dall'adesione statunitense alla guerra, che ebbe un grande impatto negativo nel 1917 e generalmente vi si riuscì.
Come venne proposto anche per gli inglesi non si mancò di sottolineare il fatto che la Germania fosse stata forzata alla guerra degli americani. Nel 1943 il Massacro di Katyn' fu usato per ritrarre i governi americano e britannico come sottomessi al comunismo. Il libro dell'ebreo statunitense Theodore Kaufman del 1941 intitolato Germany Must Perish! fu usato per ritrarre l'America come uno Stato che aveva l'intenzione di distruggere la Germania.

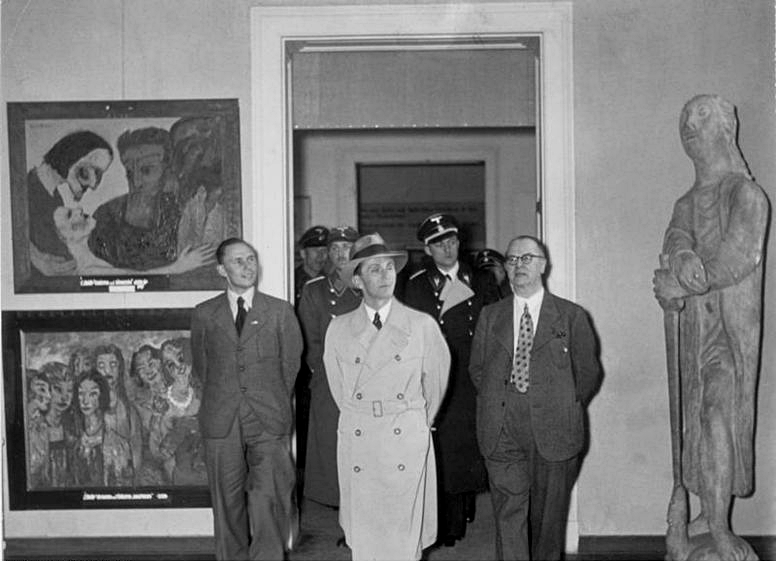
Joseph Goebbels in visita alla mostra dell'arte degenerata

## Valori
Nel maggio del 1938 Life osservò che più del 99% degli elettori tedeschi e austriaci avevano sostenuto l'Anschluss. Anche se vi furono delle irregolarità la rivista riconobbe che i risultati erano "in gran parte affidabili". Discusse poi dell'effettiva "efficacia della demagogia nazista" per giungere alle seguenti conclusioni:

### Azione
Come contrappunto del loro anti-intellettualismo, i nazisti favorirono fortemente l'azione. I manuali per gli insegnanti delle scuole pubbliche, sotto al capitolo "letteratura" vi si affermava che poiché solamente i più vigorosi erano preziosi "elementi educativi", dovesse essere evitato qualsiasi cosa che scoraggiasse la più sana virilità e mascolinità: l'Amleto di William Shakespeare, mentre non venne proibito, fu però denunciato per la sua "flaccidezza dell'anima".
Der Sieg des Glaubens ("La vittoria della fede") della regista Leni Riefenstahl glorificò l'adulazione di massa di Adolf Hitler al raduno di Norimberga del 1933, anche se il film propagandistico venne successivamente cancellato e vietato dopo l'omicidio di Ernst Röhm nel 1934 durante la notte dei lunghi coltelli. La stessa regista produsse anche Il trionfo della volontà, il suo film-documentario sul raduno del 1934 e che diede un maggiore rilievo alle SS.
Anche alle donne era imposto l'obbligo di essere sane, forti e vitali, nonostante fosse assegnato loro soltanto il ruolo di madri. Una fotografia sottotitolata "Madri del futuro" mostrava delle ragazze adolescenti vestite in abiti sportivi e con il giavellotto in mano. Un altro ideale fu quello della robusta contadina che aveva lavorato la terra per tutta la vita e generato figli forti; tutto questo contribuì a lodare le donne atletiche abbronzate dal lavoro all'aperto.
Il periodico Das Deutsche Mädel rivolto a un pubblico femminile fu meno portato all'avventura rispetto al Der Pimpf dei ragazzi, ma una maggiore enfasi fu posta sulle donne tedesche più forti e attive che rispetto all'NS-Frauen-Warte.

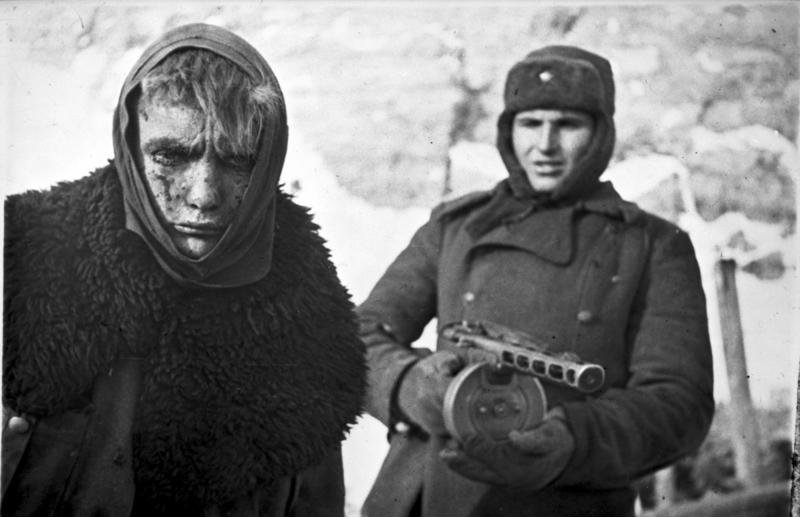
Un soldato dell'Armata Rossa in marcia con un soldato tedesco fatto prigioniero

### Morte e sacrificio
La morte eroica venne spesso descritta nella propaganda nazista come gloriosa; fu glorificata in pellicole cinematografiche come Flüchtlinge, Hans Westmar, La cittadella degli eroi (Kolberg) e Concerto a richiesta (Wunschkonzert); quest'ultima, sebbene ambientata principalmente nel fronte interno, presenta un personaggio che muore suonando l'organo in una chiesa per guidare i suoi compagni, anche se sa già che le forze nemiche lo troveranno presto.
Anche i morti della prima guerra mondiale vennero spesso ritratti come figure eroiche; in un film che descrive l'operazione Michael (1918) il generale protagonista si trova a raccontare che tutti i suoi soldati verranno misurati dalla grandezza del loro sacrificio e non da quella della loro vittoria; mentre in Urlaub auf Ehrenwort (1938) il popolo viene ritratto come esser stato corrotto dagli slogan pacifisti e i soldati si levano da soli incontro alle difficoltà.
Anche il film Morgenrot (del 1933) uscito prima della salita nazista al potere e contenente varie questioni non naziste come una donna che si rifiutava di rallegrarsi a causa delle sofferenze dell'altro, ma alla fine lodava tali morti, trovò il favore tra i funzionari nazisti. I film di Karl Ritter rivolti con una particolare attenzione verso la gioventù costituirono quasi un'istruzione militare con la loro glorificazione della morte in battaglia.
La propaganda del "Volk" rappresentò il popolo come una grande entità a cui l'individuo apparteneva e per cui, in suo nome, valeva la pena di morire. L'effetto fu tale che una donna ebrea, riflettendo sul suo desiderio di aderire alla lega delle ragazze tedesche, concluse che fu l'ammonimento all'auto-sacrificio che l'aveva maggiormente attirata. Questo richiamo verso il sacrificarsi spontaneamente per il gruppo senza alcun segno d'individualismo continuò a essere lodato da molti tedeschi.
Molte tra le truppe d'assalto furono individuate per la loro successiva glorificazione da Goebbels, soprattutto Horst Wessel; la sua fama postuma derivò innanzitutto dalla sua "morte come martire" e dalla scelta di Goebbels di glorificarlo tra i tanti appartenenti alle Sturmabteilung che morirono.
Mentre il film Hans Westmar doveva essere immaginato per ignorare i dettagli meno gradevoli ai nazisti in carica, fu anche uno dei primi film a dipingere la morte per Hitler come un glorioso sacrificio fatto nei confronti della nazione tedesca; la sua decisione di scendere in piazza è presentata come la volontà di combattere "la vera battaglia".
Il film Hitlerjunge Quex e S.A.-Mann Brand hanno anch'essi glorificato i caduti morti nella lotta per raggiungere il potere. Quex era basato su un romanzo che vendette oltre 200 000 copie in due anni. Soldati e combattenti di strada furono gli eroi del movimento nazista; quelli che erano già morti e quelli che avrebbero potuto morire.
Anche l'inno dei giochi della XI Olimpiade svoltasi a Berlino nel 1936 e intitolato Gioventù olimpica prima ancora dello sport celebrò la morte sacrificale.
Questo continuò anche durante la guerra; nel 1942-43 i Winterhilfswerk furono dei libretti che raccontarono le storie di 20 eroi di guerra decorati.
I morti della battaglia di Stalingrado furono ritratti come degli eori del Valhalla, non come sconfitti ma per aver combattuto fino alla fine contro i reggimenti russi. Una Carta della Madre del 1944, destinata in particolar modo alle mogli e alle madri dei caduti sul fronte, presentò una visione mistica che - anche se non contemplava alcuna vita dopo la morte - vide i morti continuare la propria esistenza attraverso la vita di chi li seguiva.
Allo stesso modo il film drammatico del 1942 Die große Liebe raffigurò la sua eroina spegnere i propri sentimenti egoistici per imparare ad accettare coraggiosamente che il tenente della Luftwaffe da lei amato tornasse al proprio squadrone di combattimento; mentre quella stessa battaglia fu vista fuori dalla Germania come un punto di svolta verso la sconfitta di Hitler.
Goebbels cercò di confrontare l'eroismo tedesco con la trasvolata del generale Douglas MacArthur, accusandolo di viltà, un po' inefficacemente poiché i tedeschi seppero che gli era stato ordinato di ritirarsi.
La creazione del "Volkssturm" fece sì che i propagandistici sfruttassero a pieno i temi della morte, della trascendenza e della commemorazione per incoraggiare alla lotta.
Mentre gli uomini furono raffigurati come i soldati eroici che morirono per la Germania, le donne furono rappresentate nel loro bisogno di sacrificarsi. L'esercizio fisico venne elogiato in quanto rendeva le giovani donne forti, in grado di svolgere un duro lavoro fisico per il loro paese in difficoltà, specialmente in campo agricolo, ove l'ideologia del "Sangue e Suolo" romanzò e divinizzò il duro lavoro svolto nelle aziende agricole.
Tuttavia questo non si tradusse in una forte propaganda rivolta alle donne perché aderissero alla forza lavoro durante la guerra; l'organizzazione femminile NS-Frauenschaft, nella sua rivista NS-Frauen-Warte e nei discorsi della presidentessa Gertrud Scholtz-Klink, sollecitò un tale comportamento e varie raccolte saggistiche giunsero a elogiare le eroiche donne tedesche del passato, ma a tale riguardo la propaganda ufficiale rimase debole e non trovò diffusione né fu ripetuta con troppa insistenza.
Una parte del problema potrebbe essere stato che il governo tedesco avesse già richiesto il sacrificio ininterrottamente del 1931 e non avrebbe potuto presentare più alcun nuovo appello credibile con lo scoppio della guerra.
Sia le donne sia gli altri civili furono anche chiamati da Goebbels a ridurre il loro standard di vita per pareggiarlo con quello dei soldati e dei civili che si trovavano in zona di guerra o sottoposti a bombardamenti, per far sacrificare quel materiale aggiuntivo per la mobilitazione totale.
Gli orientamenti della classe insegnante affermarono che poiché le persone con debolezze ereditarie erano personalmente innocue, pertanto inservibili, la loro sottomissione volontaria alla sterilizzazione costituiva un grande sacrificio per il bene del popolo e che non avrebbero dovuto esser trattati con disprezzo.

### Führerprinzip
Molti film di propaganda del cinema nel Terzo Reich svilupparono l'importanza del cosiddetto "Führerprinzip" (Principio del capo). Flüchtlinge descrisse i rifugiati tedeschi del Volga salvati dalla persecuzione da parte del bolscevismo grazie al capo-Führer il quale richiedeva in cambio la loro indiscussa obbedienza.
Ingratitudine modificò il suo materiale originario per descrivere il proprio eroe Clausen, leader incrollabile di un'azienda di munizioni il quale, di fronte alle macchinazioni dei propri figli, li disapprova cedendo la ditta allo Stato, fiducioso che un nuovo tipo di lavoratore sorgerà capace di continuare l'opera intrapresa e, proprio come l'autentico e più vero leader, non necessitando di istruzioni.
Nelle scuole ai ragazzi adolescenti vennero presentate le saghe nordiche come un esempio di "Führerprinzip", sviluppato attraverso eroi come Federico II di Prussia e Otto von Bismarck. La gioventù hitleriana fu particolarmente indottrinata per l'obbedienza cieca e "il culto del Fuhrer".
Questo insieme combinato di glorificazione eroica e culto del capo fu centrale per il "Führerprinzip". All'epoca del putsch di Monaco Hitler utilizzò il suo processo per presentarsi all'opinione pubblica, sostenendo che il fatto era stato di sua sola responsabilità e in quell'occasione fu ispirato per la prima volta a darsi il titolo di Fuhrer.
Durante la notte dei lunghi coltelli si propagandò che fu l'azione decisiva del Fuhrer a salvare la Germania, anche se questo significava (nella descrizione che ne dette Goebbels) votarsi alla sofferenza e alla "tragica solitudine" di essere un Sigfrido costretto a versare del sangue per la preservazione della nazione. Un discorso esplicitamente proclamò che "il Fuhrer ha sempre ragione".
I libriccini forniti in dono con Winterhilfswerk compresero anche raccolte sulla vita del "Fuhrer che fa la Storia", di fotografie propagandistiche di Hitler e opuscoli come La battaglia del Fuhrer in Oriente, mentre film come Der Marsch zum Führer e Il trionfo della volontà lo glorificavano.
Il giurista e teorico politico Carl Schmitt, attratto dal nazionalsocialismo a causa della sua ammirazione per un leader decisivo, non mancò di elogiarlo nel suo pamphlet intitolato State, Volk and Movement, perché soltanto la volontà spietata di un tale leader avrebbe potuto salvare la Germania e la sua gente dalla "cultura d'asfalto" della modernità, per realizzare l'unità e l'autenticità.

### Volksgemeinschaft
La "Volksgemeinschaft" o "comunità popolare" ricevette una grande quantità di supporto propagandistico, un principio che i nazisti si trovarono a ripetere in continuazione. Il "Volk" non fu solamente un popolo, bensì un'anima mistica che univa tutti i cittadini e la propaganda ritrasse sempre gli individui come parte di un grande insieme, degno di una morte eroica.
Questo tema fu ritratto anche come un superamento della distinzione di partito e classe sociale. Un "mantra nazista comune" dichiarava che esso doveva mettere il "bisogno collettivo davanti all'avidità individuale", un sentimento assai diffuso in quest'epoca. La comunanza interclassista che generò fu uno dei grandi appelli fatti dal nazismo e realizzatisi.
Dopo il fallimento del putsch di Monaco Hitler durante il processo che ne seguì mise da parte il suo solito antisemitismo centrando la propria difesa sulla sua disinteressata devozione al bene del "Volk" e alla necessità di un'azione coraggiosa per salvarlo. Il trattato di Versailles aveva tradito la Germania che egli invece aveva cercato di salvare.
Successivamente i suoi discorsi si concentrarono sulla sua devozione senza limiti al Volk, anche se non eliminando interamente le tirate antisemitiche. Una volta assunto il potere i suoi discorsi immediati parlarono sul suo sentimento di servire la Germania.
Il tema del "Volksgemeinschaft" venne anche utilizzato per sostenere la guerra. Le pellicole cinematografiche che descrivevano il fronte interno durante la seconda guerra mondiale rappresentarono la guerra come forza unificatrice per tutti i livelli della società, come nei due film più popolari dell'era nazista, Die große Liebe (film 1942) e Concerto a richiesta (1940). Il mancato sostegno alla guerra fu considerato alla stregua di un atto antisociale. Questa propaganda riuscì a portare la produzione bellica ai suoi massimi livelli nel 1944.

### Blut und Boden
Strettamente correlata alla comunità era anche la nozione di "Sangue e Suolo", un legame mistico tra il popolo tedesco e le terre germaniche. Una vera vita degna di definirsi "Volkish" era rurale e agraria piuttosto che urbana, un tema che precedette i nazisti ma che fu da loro ampiamente utilizzato: era fondamentale ad esempio al concetto di "Lebensraum".
Prima della loro ascesa al potere i nazisti invocarono un movimento in direzione delle aree rurali, dalle città che si trovarono in conflitto con il riarmo aggressivo e con la necessità di urbanizzazione. I romanzi e il teatro di "Sangue e suolo" celebrarono la vita e la fecondità umana del contadino, due concetti spesso legati e connessi quasi misticamente.
Neues Volk mostrò grafici demografici per deplorare la distruzione delle terre agricole delle generose famiglie ariane e di come gli ebrei eradicassero il contadino tradizionale tedesco. I poster scolastici raffigurarono e deplorarono l'abbandono delle persone dalle campagne verso le città. Der Giftpilz, un periodico giovanile, incluse il resoconto di un finanziere ebraico che costringeva un tedesco a vendere la propria fattoria.
Carl Schmitt sostenne che un popolo avrebbe potuto sviluppare leggi appropriate al proprio ideale di "Sangue e suolo", poiché l'autenticità richiedeva la fedeltà al Volk anche su concezioni universali e astratte.
La carica posta contro l'arte degenerata spiegava che essa era stata tagliata fuori dal sangue e dal suolo. La pittura paesaggistica fu mostrata maggiormente nelle grandi esposizioni artistiche tedesche per descrivere il "Lebensraum" del popolo tedesco. Anche i contadini furono delle immagini particolarmente popolari, promuovendo una vita semplice in armonia con la natura.
Anche i film relativi al concetto di "Sangue e suolo" sottolinearono la comunanza dell'intera nazione tedesca con la campagna. La città d'oro (1942) ha un'eroina in fuga per la città la quale, dopo essere rimasta incinta, si annega; le sue ultime parole sono la richiesta fatta al padre di perdonarla per non essere riuscita ad amare la campagna come lui.
I "Bastardi della Renania", figli di madri tedesche e padri neri delle truppe occupanti francesi dopo il 1918, ricevettero una grande attenzione propagandistica sulla diluizione del sangue tedesco che era avvenuta prima dell'ascesa dei nazisti al potere; un censimento fatto all'uopo trovò 145 donne incinte per un tale motivo.
La propaganda antiamericana affrontò pesantemente la mancanza di "unità etnica" presente negli Stati Uniti d'America.

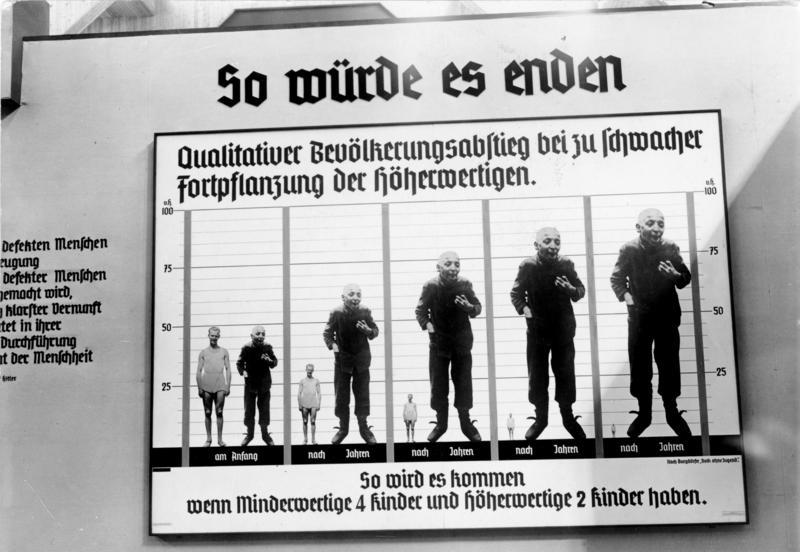
Poster di propaganda razzista in occasione della mostra "Vita superiore", organizzata nel 1935 a Berlino. Il poster mostra proiezioni demografiche nell'ipotesi di una maggiore fertilità dell '"inferiore" (Minderwertige) rispetto al "superiore" (Höherwertige).

### Orgoglio razziale
I nazisti raggiunsero grandi risultati nelle dimensioni dell'insegnamento alla gioventù tedesca dell'orgoglio razziale. Attraverso la biologia la "Nationalsozialistische Lehrerbund" (Lega nazionalsocialista degli insegnanti, NSLB) educò in modo capillare le scolaresche a essere orgogliose della propria razza superiore di appartenenza e di non essere di razza mista.
La biologia nel campo razziale era intesa a incoraggiare i tedeschi a mantenere la loro purezza razziale, l'NSLB non mancò di sottolineare il fatto che già a partire dalla stessa scuola elementare si doveva lavorare per inculcare l'elemento costituito dalla razza nordica nel Volk tedesco e che dovevano contrapporre questa purezza con le differenze razziali insite nei popoli stranieri rappresentati soprattutto dagli ebrei. Quest'operazione venne compiuta senza necessariamente tradurla in una propaganda antisemitica.
La politica razziale nella Germania nazista non sempre includeva la visione della "degradazione ebraica", ma dovette sempre altresì mantenere l'importanza da dare al sangue tedesco e alla razza ariana. Ciò venne spesso correlato all'ideologia del "Blut und Boden". Mentre ai giovani tedeschi veniva insegnata l'importanza del proprio sangue, allo stesso tempo s'insegnavano anche i pericoli che rappresentavano gli ebrei in Germania oltre al "Lebensraum" (spazio vitale) necessario a est, in special modo verso la Russia.
I romanzi popolari ritrassero i tedeschi come gli unici veramente dotati nonché i possessori di un grande destino. Si predicò che la segregazione razziale delle diverse razze fosse una cosa naturale, proprio come accade in natura per cui specie separate non si uniscono. La biologia razziale sottolineò spesso la "questione ebraica", mostrando ai bambini che quella specie non poteva convivere con le altre.
I bambini nelle scuole attraverso i libri di testo, i manifesti e il cinema nel Terzo Reich vennero dimostrate le differenze esistenti tra ebrei e tedeschi, facendo intendere che i tedeschi rappresentavano la razza madre ariana mentre gli ebrei erano semplicemente inferiori, parassiti e subumani. Anche se la propaganda mirata alla conservazione razziale era rivolta soprattutto ai giovani, anche gli adulti ne furono soggetti a partire almeno dalla metà degli anni trenta, instillando la convinzione che gli ebrei (comprese donne e bambini) non solo fossero pericolosi per la Germania ma anche irrimediabilmente subumani.
A partire dal 1935, con la promulgazione delle leggi di Norimberga, le relazioni sessuali tra ariani e non ariani divennero dei reati criminali contro la purità razziale; gli ariani che furono trovati colpevoli secondo la nuova legge vennero accusati di "Rassenschande" (Vergogna razziale) e affrontarono la possibilità di essere incarcerati nei campi di concentramento, mentre i non ariani avrebbero potuto affrontare la condanna alla pena di morte.
Nel 1922 il ricercatore tedesco di antropologia nonché eugenetico della repubblica di Weimar prima e della Germania nazista poi, Hans F.K. Günther, pubblicò un libro intitolato Rassenkunde des deutschen Volkes (Scienza razziale del popolo tedesco); in esso Günther riconosce che i tedeschi sono composti da cinque diversi sottotipi ariani: razza nordica, razza mediterranea, razza alpina, baltici orientali e la cosiddetta razza dinarica, vedendo i tedeschi nordici come nella posizione più alta della gerarchia razziale.
Il libro comprendeva anche fotografie di tedeschi definiti nordici presenti in aree come Salisburgo e Bedan, mentre immagini di tedeschi identificati come alpini o mediterranei particolarmente presenti a Vorarlberg e in Baviera . Il libro influenzò fortemente la politica razziale del partito nazista; Hitler stesso rimase talmente impressionato dal lavoro compiuto tanto da farne la base della sua politica di eugenetica nazista.
I nazisti descrissero spesso i tedeschi come la razza superiore ariana "Ubermenschen" (Superumani). Questo approvò anche di rimbalzo la loro idea di
"Untermenschen" (Subumani), epiteto rivolto in particolare agli ebrei e ai gitani. I nazisti incoraggiarono i tedeschi ad avere relazioni sessuali solo con lo scopo di ottenere ariani puramente razziali e un tale comportamento venne ampiamente incoraggiato dalla politica razziale nazista.
Non appena salirono al potere nel 1933 introdussero politiche di igiene razziale come la legge del 19 luglio "per la prevenzione delle tare ereditarie dei discendenti malsani" che rese la sterilizzazione obbligatoria per quelle persone che avessero avuto una serie di condizioni ereditarie sfavorevoli, innanzitutto malattie considerate ereditarie.
Da questo si sviluppò in seguito un programma di eutanasia da attuarsi nell'intero territorio tedesco nel 1939 e conosciuto sotto il nome di programma Action T4; lo scopo principale di un tale progetto fu quello di migliorare la razza ariana attraverso l'igiene razziale e l'eugenetica oltre che di sbarazzarsi degli individui affetti da "mali ereditari".
I giovani tedeschi appresero in tal modo che le figure bionde, alte, sottili e diritte (nordiche) era maggiormente "pure" e rappresentavano l'ideale tipo ariano, mentre coloro che avevano corpi scuri, piccoli, spessi e piegati erano rappresentanti delle razze inferiori (soprattutto gli ebrei), esempi di "vita indegna di essere vissuta"; venne loro insegnato a non aver nulla a che fare con questi ultimi e a vederli niente più che come dei subumani.
Sebbene l'ideale fisico dei nazisti fosse nordico-ariano, contrariamente alla credenza popolare, non discriminavano gli individui che non avevano tali caratteristiche (capelli chiari e occhi chiari), sempre a patto che l'individuo potesse dimostrare che i suoi antenati principali fossero ariani conformemente a quanto stabilito dalla "Leggi di Norimberga".
Come prova di buona volontà e buone intenzioni Hitler, dopo il fallito putsch di Monaco, lasciando per una volta da parte i suoi soliti discorsi antisemitici, presentò il suo programma politico come il coinvolgimento in una "nuova primavera" costituita da un profondo amore nei confronti del Volk. I suoi discorsi s'incentrarono sulla glorificazione del popolo tedesco e delle loro supreme virtù. Anche se abbassando o addirittura omettendo di fare riferimenti aperti verso gli ebrei, ciò preparò il terreno per una successiva campagna propagandistica antisemita che sottolineava la volontà di proteggere il popolo tedesco contro tutti i suoi nemici.
Questo continuò anche dopo la presa del potere. Un diffuso oratore di Monaco di Baviera, dichiarando che una accurata ricerca biologica fosse troppo noiosa, richiamò invece alle "emozioni razziali"; gli "istinti etnici sani" avrebbero rivelato la qualità del tipo ariano. La propaganda per le donne, intese come particolari fortezze e bastioni contro la degenerazione razziale non comprendeva anche la selezione dei loro mariti (che peggioravano maggiormente la purezza razziale di quanto non facesse la propaganda antisemita), ma la loro costruzione di una casa tedesca, la cottura di alimenti tedeschi, cantare le ballate tedeschi e quindi instillare nei bambini un amore profondo per la Germania.
Gli articoli dei vari giornali discussero l'architettura di una casa tedesca e la sua decorazione d'interni e perfino le feste più appropriate da celebrare in essa. Il ribaltamento dello stato di diritto venne giustificato perché la legge derivava dal "diritto alla vita del popolo".
Walter Gross, capo del "Rassenpolitisches Amt" (l'Ufficio sulla politica popolare il benessere razziale), supervisionò uno sforzo massiccio di propaganda per far aumentare la "coscienza etnica"; questa attuazione venne definita "illuminazione" piuttosto che propaganda da parte delle autorità naziste poiché era non una richiesta di azione immediata ma un cambiamento di atteggiamento a lungo termine. Gross descrisse tale prospettiva come esser minata dalla gente che pensa a sé stessa come individui piuttosto che come un singolo legato nella grande catena della vita. I primi sei mesi presentarono solo l'orgoglio etnico, prima di intavolare qualsiasi questione nei riguardi degli "indesiderabili".
Bernhard Rust informò gli insegnanti che il loro compito principale era quello di educare i tedeschi alla più forte consapevolezza etnica possibile. Il suo ministero prescrisse che nessun studente dovesse essere laureato senza conoscere la razza e l'ereditarietà e quali obblighi queste gli prescrivessero. Molti insegnanti minimizzarono gli insegnamenti antiebraici mentre sottolineavano quelli del "Volk", producendo un effetto più insidioso delle lezioni meno gradevoli.
Molti oratori nazisti rimisero in circolazione numerosi temi antisemitici per il grande pubblico, invece di soffermarsi sull'eccellenza etnica dei tedeschi; Gerhard Wagner al raduno di Norimberga del 1936 discusse sulla legge razziale più in termini di razza pura e superiore piuttosto che soffermarsi sul male rappresentato dagli ebrei.
Le storie ambientate nel Far West dello scrittore Karl May, incredibilmente popolari all'epoca, vennero permesse nonostante il trattamento eroico concesso al protagonista Winnetou, rappresentante dei nativi americani; fu invece affermato che tali storie dimostravano che la sconfitta dei pellerossa era dovuta alla mancanza di una forte coscienza razziale, per incoraggiarla nei tedeschi.
Nel 1939 il discorso di Hitler pronunciato il 30 gennaio, che minacciò di distruggere gli ebrei in quanto autori di qualsiasi guerra in arrivo, si aprì con un elogio della "fioritura" del popolo tedesco e dichiarò che qualsiasi cosa potesse essere dannosa per il popolo non poteva in alcun modo considerarsi etica.
Il discorso di Natale pronunciato da Goebbels nel 1941 venne interamente dedicato alla grandezza dei tedeschi e alla loro certa vittoria piuttosto che soffermarsi sulle presenti difficoltà belliche; un attacco agli Stati Uniti si concretizzò quando disse che la loro era una cultura irrimediabilmente infantile e poco profonda, che non poteva quindi comprendere il significato del valore e della cultura europea che la Germania si era assunta il compito di proteggere. Goebbels invito poi i tedeschi a non sfruttare il loro raffinato senso di giustizia nei confronti del nemico.
Utilizzò inoltre l'apertura della mostra d'arte tedesca durante la guerra per argomentare sulla cultura tedesca confrontata alla barbarie dei loro nemici.

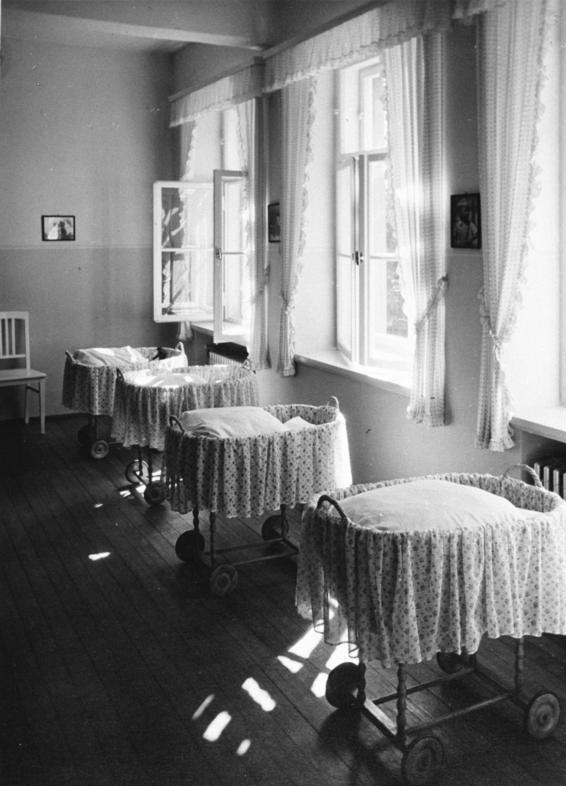
Camerata con le culle in uno degli istituti del progetto Lebensborn

### Bambini
La propaganda nazista non mancò mai di sottolineare che la "razza ariana" poteva perpetuarsi solamente attraverso i bambini delle generazioni future. Fin dall'età più precoce venne insegnato ai bambini tedeschi che loro erano biologicamente superiori e che anzi rappresentavano la "razza superiore" dei "Superuomini" sovrumani. Si disse che concetto di "Blut und Boden" fosse parte integrante della natura.
I libri di testo discussero su come le nazioni con una predominanza di slavi avrebbero potuto causare l'estinzione del popolo tedesco. Alle ragazze venne insegnato attraverso l'istruzione che avrebbero dovuto avere il maggior numero di figli possibile per incrementare così la "razza" della successiva generazione.
Un opuscolo intitolato Tu e il popolo, che veniva consegnato a tutti i ragazzi non appena compivano quattordici anni al momento di lasciare la scuola, esortava loro a rimanere uniti nel "Volk", spiegando la loro origine superiore e l'importanza vitale del matrimonio razziale e di avere molti figli. Allo stesso modo I principi educativi della nuova Germania, articolo pubblicato sulle riviste femminili, discuteva sull'importanza della gioventù per il futuro e di come dovessero apprendere ed essere perfettamente coscienti dell'importanza del loro popolo e della loro patria.
La propaganda presentò il fatto che i grandi uomini del passato fossero come alcuni dei molti fratelli della nazione e di come avessero numerosi figli. La concezione di "Kindersegen", la benedizione di avere figli, fu ampiamente utilizzata desiderando nel contempo che i bambini non venissero considerati come appartenenti a una decadente "civiltà asfaltata". Il giorno del 12 agosto fu usato per proclamare la "celebrazione materna", in particolare quelle donne che avevano avuto molti bambini. Il periodico Neues Volk ridicolizzò costantemente le coppie senza figli.
Le cause sostenute per il basso tasso di natalità non furono sempre le stesse; il Völkischer Beobachter presentò una controversia minore, se si trattasse cioè di una causa dipendente dalla situazione economica (di modo che questo impedisse alle donne che desiderassero avere bambini di essere madri) oppure di una conseguenza degli effetti corruttivi che erano prodotti dal liberalismo e dal marxismo (i quali spogliavano uomini e donne del desiderio di genitorialità); ma questo avrebbe potuto ancora essere contrastato da un profondo rinnovamento spirituale. In entrambi i casi il nazismo venne presentato come la cura migliore, ripristinando l'economia tedesca e impegnandosi nel rinnovamento delle coscienze.
Come per la teoria che richiedeva solo genitori di buon sangue, i vari tentativi propagandistici vennero compiuti per destigmatizzare le nascite illegittime; questo anche se le abitazioni approntate dal progetto Lebensborn fossero presentati al pubblico come luoghi per le donne sposate.
Tutto questo, naturalmente, venne applicato solo a coloro che avessero scelto dei partner appropriati come genitori dei loro figli. Nel film Friesennot (1935), raffigurante i tedeschi etnici perseguitati in Unione Sovietica, una donna proveniente dalla Frisia viene uccisa perché sospettata di aver intrattenuto una relazione con un uomo russo, in quanto il suo sangue tedesco era stato contaminato dal sangue russo. Il suo omicidio viene presentato nella pellicola quale causa dell'inquinamento della razza.
Analogamente quando l'eroina tedesca appartenente ai tedeschi dei Sudeti in La città d'oro si permette di essere sedotta e messa incinta da un appartenente ai Cechi, si annega per la vergogna. Anche le fiabe vennero usate per questo scopo, con Cenerentola presentato come un racconto su come gli istinti razziali del principe lo portano a rifiutare il sangue alieno della matrigna per favorire invece la fanciulla di razza pura.
Questa propaganda mostrò i suoi effetti negli annunci pubblicitari di matrimonio, che diminuirono le considerazioni sull'aspetto economico per incentrarsi su quelle eugenetiche, con gli inserzionisti che si presentavano come nordici o ariani.
Durante la guerra il NS-Frauen-Warte invitò le donne a dedicarsi all'allevamento dei figli con l'unico scopo di preservare la razza ariana. La propaganda esortò i membri delle SS a lasciarsi dietro almeno un erede, senza riguardo del fatto se fossero o meno sposati con la madre; ciò suscitò notevoli reazioni di disappunto ma, nonostante la marcia indietro fatta, ciò produsse un incremento delle nascite illegittime.
Tutto ciò fu applicato naturalmente solo ai figli di genitori tedeschi; furono atti numerosi sforzi per propagare l'idea del "Volksturm" (coscienza razziale), per prevenire le relazioni sessuali tra tedeschi e lavoratori stranieri. I vari pamphlet per esempio ordinarono a tutte le donne di evitare qualsiasi contatto sessuale con i lavoratori stranieri portati in Germania in quanto erano un pericolo per il loro sangue.
La lega delle ragazze tedesche fu particolarmente considerata come mezzo per istruire le ragazze a evitare la "Rassenschande" (la mescolanza razziale) la quale venne trattata con particolare attenzione rivolgendosi alle più giovani.
Per far vedere quanto Hitler fosse amante dei giovani e dei bambini si arrivò a sfruttare a livello propagandistico anche eventi fortuiti e causali, come l'incontro del neo-dittatore il 20 aprile 1933 con la bambina di origine ebraica Bernile Nienau (con la quale avrebbe intrattenuto un rapporto di amicizia fino alla fine degli anni '30), le cui foto scattate dal fotografo personale Heinrich Hoffmann furono stampate in appositi libri che ottennero una vasta eco in quegli anni.

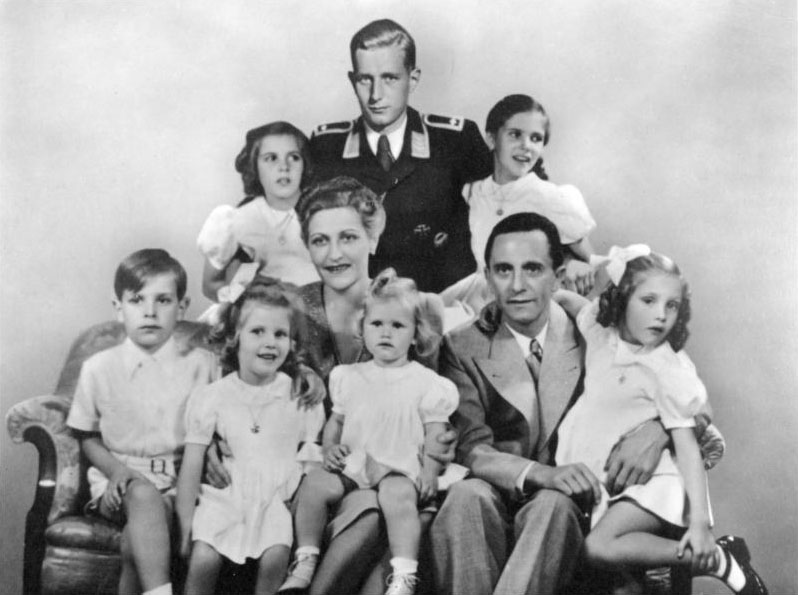
La famiglia di Joseph Goebbels al gran completo

### Maternità
Durante l'epoca della Germania nazista, le politiche e la propaganda hanno fin dall'inizio incoraggiato le donne tedesche a contribuire al "Terzo Reich" attraverso la maternità. Per costruire il nuovo "Reich millenario" i nazisti credevano che un popolo tedesco forte, che agisse come "razza fondativa", fosse necessario ed essenziale per il successo nazionale - ma non solo - del nazismo. La propaganda ai valori della maternità venne attuata dai nazisti per ri-costruire la nazione tedesca. All'interno di questo tipo di propaganda vennero utilizzati tre argomenti principali.
Il primo argomento utilizzato nel propagandare la maternità era che la madri tedesche avrebbero dovuto "produrre" il maggior numero possibile di bambini. La madre tedesca nazista fu glorificata soprattutto nella propaganda visiva; furono creati e promossi anche i cosiddetti "prestiti matrimoniali" attraverso le varie campagne propagandistiche. Questi furono dei finanziamenti da devolvere alle coppie sposatesi di recente e in vista di una futura prossima nascita.

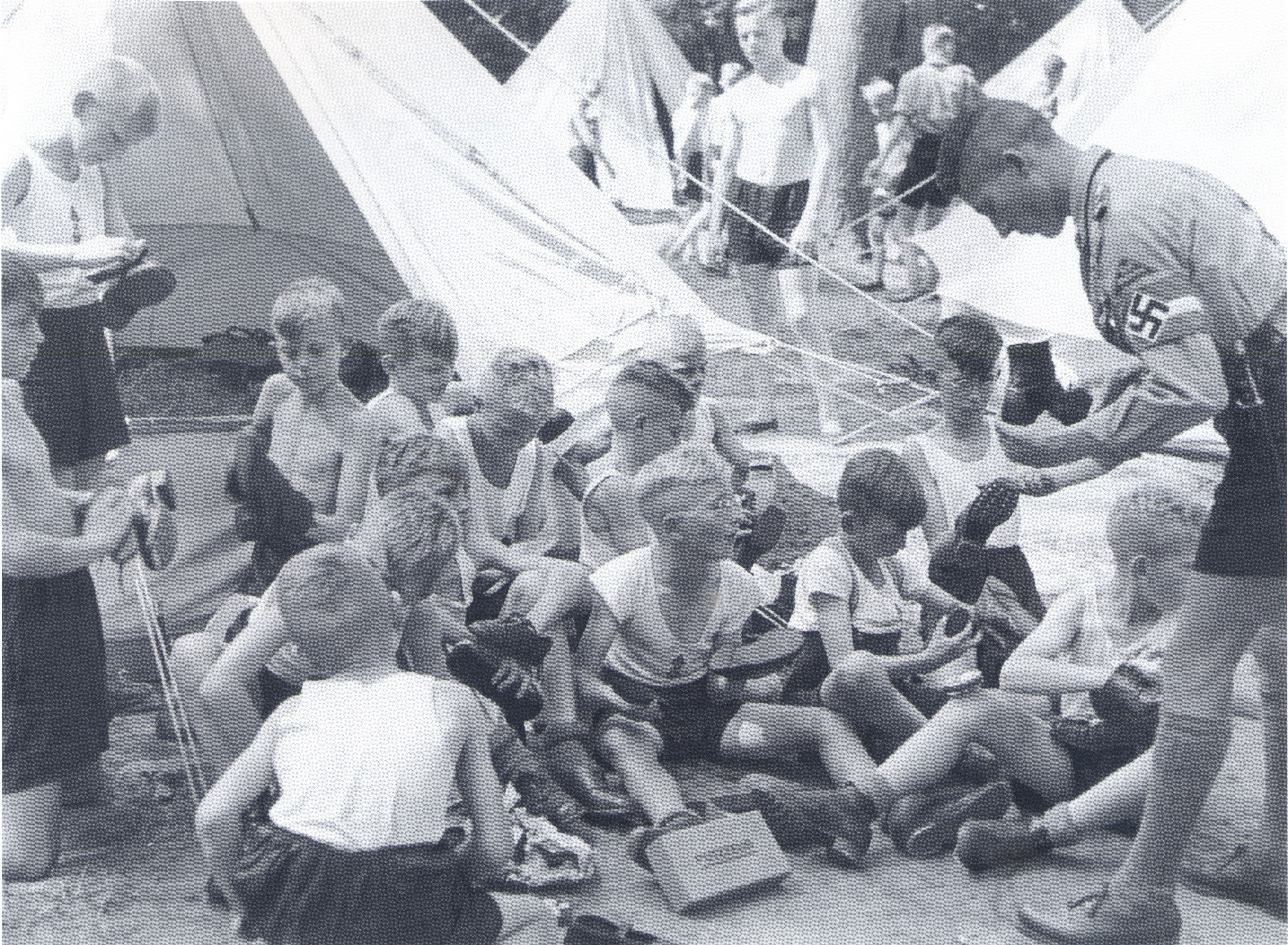
Un campeggio della gioventù hitleriana

Tali prestiti avrebbero dovuto essere usati come "buoni per mobili e altri beni di casa, a patto che le donne abbandonassero il lavoro al momento del matrimonio per dedicarsi interamente al compito della maternità". Al fine di garantire il successo di questi prestiti matrimoniali vennero aumentate le imposte per i singoli e per le coppie senza figli.
Un altro uso della propaganda nazista fu quello che voleva le donne avessero quanti più bambini "ariani" fossero in grado di sopportare, per poter così creare un futuro per la principale razza superiore della generazione seguente. L'incoraggiamento da parte dei nazisti avvenne nel 1939 con l'introduzione della Croce d'onore per le madri tedesche, che andava assegnata a quelle madri che avessero reso quest'importante servizio per la nazione tedesca.

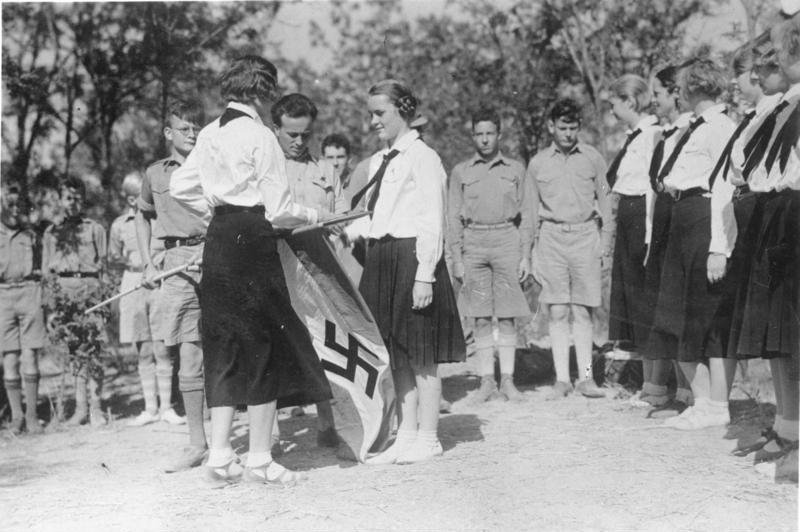
Consegna della bandiera tra membri della lega delle ragazze tedesche (1935)

La croce venne realizzata in tre differenti categorie (bronzo, argento e oro); una madre che avesse avuto quattro o cinque figli si sarebbe guadagnata la sua croce di bronzo, mentre una madre che arrivava a sei o sette figli si guadagnava la croce d'argento; alla madre che aveva otto o più bambini veniva consegnata la croce d'oro. La festa della mamma nel maggio del 1939 vide tre milioni di madri tedesche onorate con la Croce d'onore, mentre i loro mariti si stavano oramai preparando per la guerra imminente.
L'ideologia della "buona madre" viene descritta da Leila J. Rupp "come madre della sua famiglia, che soddisfa le esigenze della nazione, come casalinga che agisce secondo le leggi dell'ordine economico nazionale, come donna occupata che si unisce al piano globale della famiglia nazionale... Ma la sua vita, come quella dell'uomo, è nei suoi grandi schemi determinata dalla legge vincolante che tutto deve essere subordinato al profitto del popolo". Questo illustra bene come il Terzo Reich usasse la propaganda della maternità per costruire la nazione tedesca.

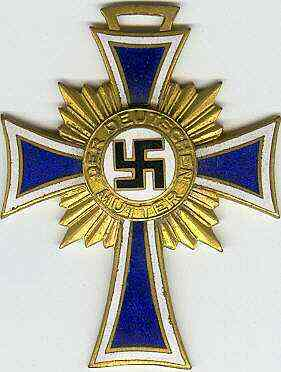
La croce d'onore per le madri tedesche

Il secondo argomento propagandistico nazista fu che fosse auspicabile che le donne tedesche di razza ariana fossero sostenute nel loro sforzo per avere figli; tuttavia le madri indesiderate, ad esempio ebree o zingare, furono fortemente scoraggiate dall'avere più figli. Questo perché la Germania nazista voleva sradicare le popolazioni indesiderate presenti nel Terzo Reich. Se le donne non avessero prodotto i figli desiderati potevano essere soggette alla rasatura della testa, segnate a dito e messe alla berlina, all'umiliazione e fino a giungere all'esecuzione pubblica.
Alcune di queste donne furono pure utilizzate dalla propaganda essendo essere costrette a indossare cartelli in pubblico di riconoscimento che dicevano "ho commesso tradimento razziale" oppure "ho fornicato con gli ebrei". Una grande importanza venne posta sulla capacità delle donne di scegliersi i compagni maggiormente desiderabili razzialmente e di auspicare di avere molti bambini.
Il terzo argomento usato nella propaganda nazista della maternità fu quello di creare una donna nazista ideale, che implicitamente incoraggiava le donne a essere sempre madri in un modo o nell'altro. Il primo modo di questo ideale venne creato attraverso la costruzione della "maternità spirituale" nella propaganda nazista; le donne tedesche che non avevano la possibilità di avere figli furono incoraggiate, attraverso la propaganda, a partecipare alla maternità spirituale in luogo di quella fisica, facendo un lavoro femminile. I loro contributi alla guerra furono la forma della madre della società tedesca. La maternità spirituale permise a tutte le donne di adempiere ai propri compiti più importanti come bambinaie e assistenti alla cura dei bambini.
Il secondo modo dell'ideale di maternità che venne creato attraverso la propaganda fu quello della donna tedesca ideale; questo fu rappresentato dalle donne che venivano mostrate dalla propaganda e che furono "donne d'ampia costituzione, non fatte artificialmente dal corsetto, che avrebbero potuto sopportare le gravidanze". A causa di questi ideali alle donne naziste venne insegnato ad essere forti e furono tipicamente mostrate nella propaganda impegnate nel lavoro dei campi, a fare ginnastica e praticando i mestieri, oltre che prendendosi cura dei bambini, cucinare e lavorare ad altri compiti tipicamente femminili.
Queste richieste propagandistiche non mancarono di persuadere in maniera efficace le donne tedesche, poiché conteneva la giusta miscela di idee tradizionali, miti del passato e l'accettazione delle esigenze di un'economia e di uno stile di vita moderni. Le donne, pur non considerate come uguali e aventi pari diritti nei confronti degli uomini, furono notate per la loro capacità di contribuire a creare e formare un popolo e uno Stato forte; tutto questo viene ben rappresentato dalla propaganda della maternità usata dal governo nazista.

## Politiche

### Heim ins Reich
La propaganda venne rivolta anche ai tedeschi al di fuori del Terzo Reich, nel tentativi di farli ritornare in qualità di individui provenienti da altre regioni o per annettere interi territori da loro abitati. Hitler sperò di fare un pieno uso della "diaspora tedesca". In questo contesto si svolsero anche le cosiddette Opzioni in Alto Adige del 1939/40 che diedero un esito prorompente, proprio con lo slogan "Heim ins Reich" e "Großdeutschland ruft", in favore del "ritorno" dei tedescofoni sudtirolesi nella Grande Germania.
Prima che si verificasse l'Anschluss un potente trasmettitore situato a Monaco di Baviera bombardava l'intera Austria con la propaganda di quello che Hitler aveva fatto per la nazione tedesca e di quello che poteva fare anche per la stessa Austria. L'annessione avvenuta nel marzo del 1938 venne presentata come un "entrare nella terra tedesca come rappresentanti di una volontà generale tedesca per l'unità, per ristabilire la fraternità con il popolo e i soldati tedeschi".
Analogamente nell'ultimo capitolo di World History on the March l'autore Eugen Hadamovsky glorifica Hitler per essere riuscito a ottenere il territorio di Memel dalla Lituania, come ultima tappa del progresso della storia.
Negli Stati Baltici, dopo un accordo firmato con Iosif Stalin (il quale sospettava che fossero fedeli ai nazisti) il propagandismo nazista aveva incominciato a incoraggiare la partenza dei tedeschi etnici; ciò comprendeva l'uso delle tattiche del creare spavento nei confronti dell'Unione Sovietica e che portò a decine di migliaia di persone a trasferirsi. Coloro che partirono non furono chiamati "rifugiati" bensì vennero descritti piuttosto come "rispondenti alla chiamata del Führer".
Come parte di un ampio sforzo per attirare tutti i tedeschi etnici in Germania molte Heimatbriefe (lettere dalla patria) furono inviate agli immigrati tedeschi presenti negli Stati Uniti d'America; la reazione a questa propaganda fu del tutto negativa e non portò ai risultati sperati. Anche Joseph Goebbels sperava di utilizzare i tedeschi americani per far mantenere gli Stati Uniti neutrali durante la guerra, ma il risultato effettivamente prodotto fu quello di una grande ostilità nei riguardi del propagandismo nazista.
La propaganda radio diretta verso la Russia comprendeva la minaccia che se i tedeschi del Volga fossero stati perseguitati, gli ebrei avrebbero dovuto pagarlo caro molte volte.
I giornali dell'Ucraina occupata stamparono articoli su precedenti di dominio tedesco sull'Ucraina, come ad esempio Caterina la Grande e i Goti.

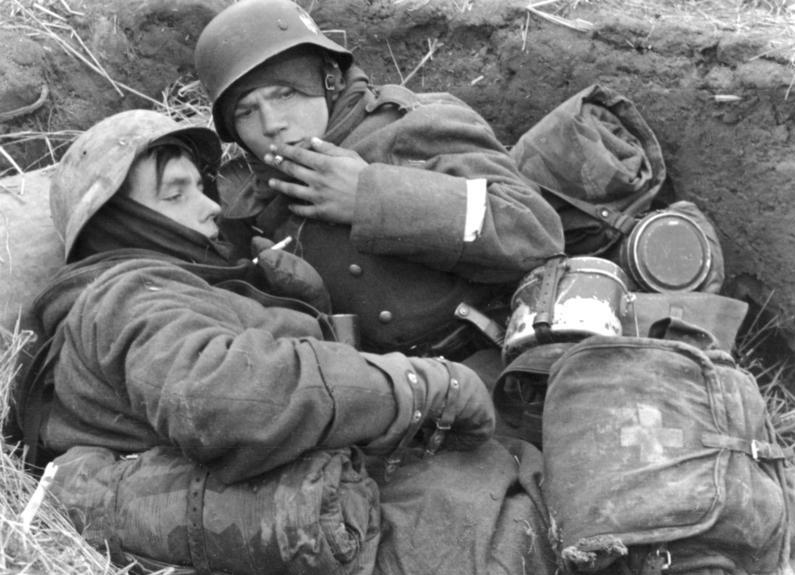
Due giovani soldati tedeschi che fumano sul fronte orientale nel mese di gennaio del 1942

### Anti-tabacco
La Germania nazista condusse un'attiva propaganda contro il fumo ed ebbe probabilmente il più potente movimento anti-tabacco al mondo. La ricerca contro il tabagismo ricevette un forte sostegno da parte del governo e gli scienziati tedeschi giunsero a dimostrare per primi che il fumo di sigaretta avrebbe potuto causare il cancro. La ricerca pionieristica tedesca sull'epidemiologia sperimentale condusse al documento del 1939 di Franz H. Müller e al documento del 1943 di Eberhard Schairer e Erich Schöniger che dimostrò con prove accurate che il fumo di tabacco era il principale responsabile del cancro al polmone. Il governo invitò i medici tedeschi a consigliare ai pazienti di smettere di fumare.
Il tabacco e i suoi derivati inquinanti sul posto di lavoro furono considerati come una vera e propria minaccia per la razza tedesca, pertanto (anche se per motivi parzialmente ideologici) il governo nazista scelse di condurre una propaganda anti-tabacco, come uno dei molti passi preventivi.

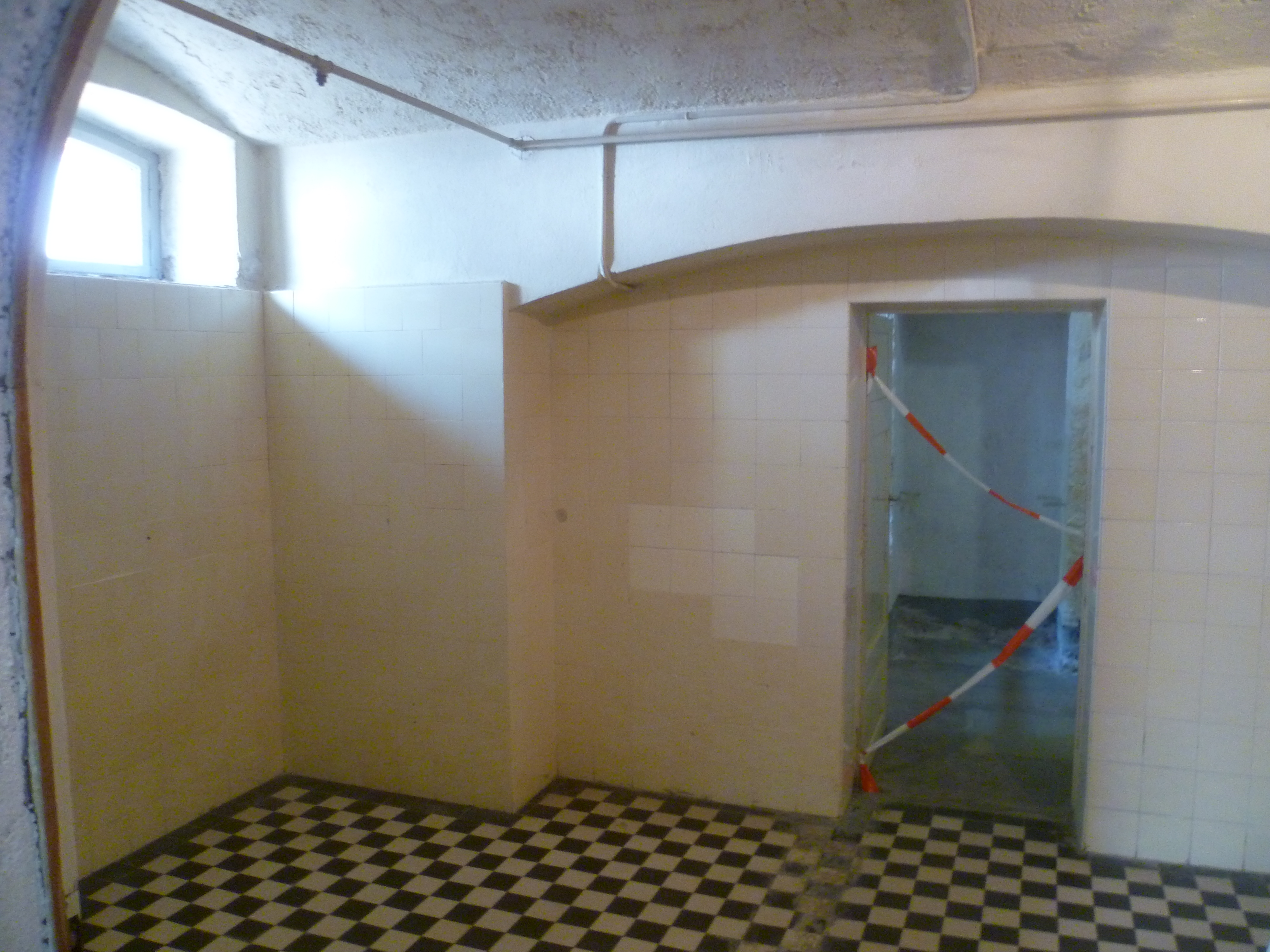
La camera a gas dell'ospedale psichiatrico di Hadamar

### Eugenetica
Anche se il figlio venne sempre considerato come "il tesoro più importante per il popolo" ciò non risultava valido per tutti i bambini, anche quelli tedeschi, che avessero mostrato delle debolezze ereditarie.
La propaganda condotta per il programma eugenetico nazista incominciò con la propaganda a favore della sterilizzazione forzata nel campo dell'eugenetica. Numerosi articoli di Neues Volk descrissero l'aspetto patetico dei malati mentali e l'importanza di impedire tali nascite; fotografie di bambini mentalmente incapaci furono giustapposte a quelle dei bambini cosiddetti sani. il film intitolato Das Erbe (1935) mostrava il conflitto esistente in natura per legittimare la legislazione sulla prevenzione di tare ereditarie nella discendenza mediante la sterilizzazione.
I libri di biologia erano quelli più propagandistici del Terzo Reich, a causa del loro contenuto di principi eugenetici e di teorie razziali, comprendendo anche le spiegazioni alle leggi di Norimberga, che si affermava avrebbero consentito ai popoli tedeschi ed ebrei di coesistere senza incorrere nel pericolo di mescolanza razziale.
Nonostante le molte fotografie che propagandavano il tipo di razza nordica, i testi affermarono che l'ispezione visiva fosse insufficiente e che pertanto l'analisi genealogica era necessaria per determinare i loro tipi e segnalare eventuali problemi ereditari. Ciò determinò l'utilizzo di bambini da parte delle agenzie razziali per ottenere preziose informazioni sulle proprie famiglie.
Le linee guida per gli insegnanti, istruirono di assicurare che gli allievi ritenessero che la sterilizzazione "compisse il comando di amare il proprio prossimo e che fosse coerente con le leggi naturali donate da Dio al mondo". I poster scolastici descrissero i costi per la cura dei portatori di handicap e confrontato con quello che avrebbe invece potuto essere comprato allo stesso prezzo dalle famiglie sane.

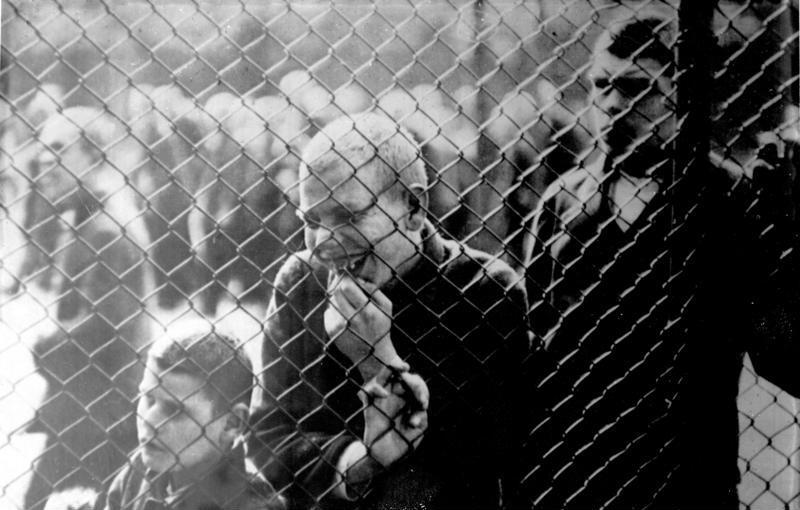
Ragazzi internati per idiotismo in un manicomio nel 1934

#### Pro-eutanasia
Durante il programma di eutanasia (Aktion T4) venne prodotto il film Io accuso per descrivere una donna che veniva uccisa misericordiosamente dal marito per permetterle così di sfuggire alla sua malattia terminale e il suo successivo processo per mettere in aperta discussione le argomentazioni contrarie all'eutanasia; la pellicola culmina nella dichiarazione del marito che accusa i giudici di crudeltà per aver cercato di prevenire tali morti.
Questa trama presentò la questione nella luce più favorevole, lontana dalle morti solitarie e involontarie di coloro che nella realtà venivano nel frattempo fatti assassinare dal programma eutanasiaco, inquadrato in una definizione molto ampia di "malattie incurabili".

## Guerra

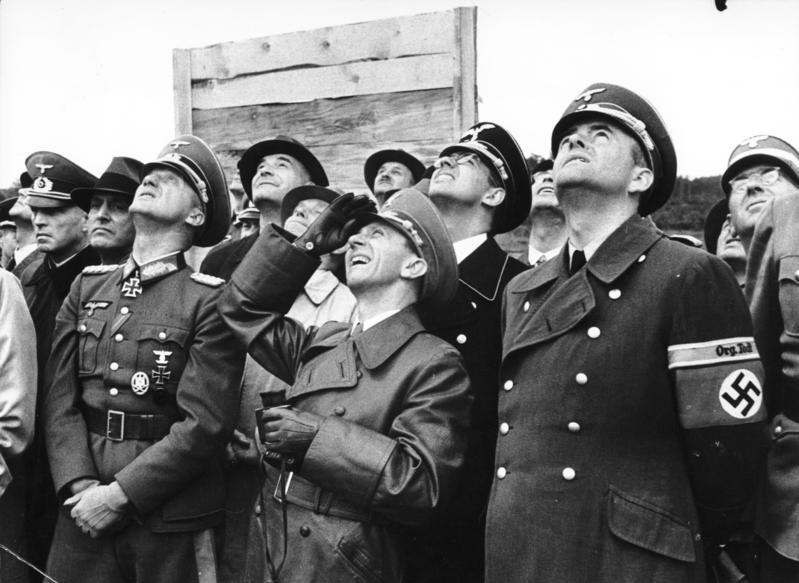
Peenemünde, 17-18 agosto 1943 [?]. Alti ufficiali e leader nazisti, tra gli altri Joseph Goebbels e Albert Speer (con un bracciale dell'Organizzazione Todt), guardano il cielo

### Mito della "pugnalata alle spalle"
Il mito della pugnalata alle spalle (Dolchstoßlegende) sosteneva che l'impero tedesco non era stato veramente sconfitto nella prima guerra mondiale ma che, invece, era stato tradito; questo fu fondamentale per affermare l'eccellenza della Germania. La rivoluzione di novembre (1918-19) e la repubblica di Weimar che ne risultò furono oggetti di odio; l'eroe del film Flüchtlinge si rivolge alla "Germania di Novembre" con i suoi lamenti, mentre con piena obbedienza si dedica alla "Vera Germania".
Tutti i film che rappresentarono il periodo della sconfitta lo fecero dal punto di vista dei veterani; in D III 38 un pilota si rifiuta di continuare a combattere dopo esser venuto a sapere della rivoluzione, questo perché i comunisti "si comportano come maiali" e avrebbero riso del suo sacrificio se fosse morto. In La squadriglia degli eroi un veterano di guerra si oppone alla repubblica weimariana e dichiara di voler sconfiggere i rivoluzionari ogni volta che può; mentre in Urlaub auf Ehrenwort il popolo viene ritratto come corrotto dagli slogan pacifisti mentre i soldati feriti si trovavano a terra.
L'umiliazione subita dalla Germania a seguito del Trattato di Versailles fu utilizzata molto bene da Hitler, sia all'interno sia all'esterno dei confini nazionali, dove molti osservatori si ritrovarono a diventare dei simpatizzanti.

### Distruzione della Germania
Uno dei motivi comuni della propaganda di guerra fu quello che gli alleati della seconda guerra mondiale intendevano distruggere la Germania a causa della sua eccellenza; Goebbels lo presentò come uno dei punti propagandistici primari in tempo di guerra. Venne intonacata sulle pareti delle città la richiesta degli alleati per la resa incondizionata. Il periodico settimanale Parole der Woche, ripetutamente citato, dimostrò che l'intento degli alleati era quello di distruggere l'intero paese nella sua qualità di nazione forte, unita e armata.
L'effetto di tali temi propagandistici fu quello di convincere molti soldati che l'effetto demoralizzante delle atrocità commesse dovesse essere combattuto, poiché essi lottavano per la stessa esistenza del loro popolo.
Verso la fine della guerra la propaganda sulla "guerra totale" sostenne che la morte sarebbe sempre stata meglio della distruzione che gli alleati intendevano infliggere alla nazione, ma che tuttavia sarebbero anche loro finiti tra le braccia della morte.
La propaganda fin dal 1933 richiese di convincere sul fatto che la Germania era sotto costante minaccia di attacco e che pertanto avevano bisogno di difendersi.

### Nei territori occupati
Questa linea di propaganda presentò notevoli ed evidenti difficoltà nelle nazioni occupate, La propaganda diretta a questi paesi affermò di voler proteggere la cultura europea persino al di sopra di quella tedesca, in particolare dalla minaccia del comunismo. Nello stesso momento in cui i manifesti invitarono la popolazione francese a fidarsi dei soldati tedeschi, altri manifesti invitarono i soldati tedeschi a non dimostrare alcuna forma di amicizia nei confronti dei prigionieri di guerra.
Alla stessa maniera i soldati tedeschi in Ucraina furono chiamati a indurire i loro cuori contro le donne e i bambini ucraini affamati, perché ogni tozzo di pane dato loro era stato rubato al popolo tedesco, mettendo così in pericolo il suo stesso nutrimento.
Quando la propaganda dovette essere visibile sia alle popolazioni native sia all'estero, dovette essere raggiunto una qual sorta di equilibrio. Gli opuscoli che spingevano le donne tedesche a proteggere la purezza del loro sangue contro i lavoratori stranieri schiavizzati, affermarono anche che questa non era una manifestazione di disprezzo nei confronti delle altre nazioni.
Gli istituti tedeschi nei paesi occupati, soprattutto in territorio francese, cercarono di dimostrare la superiorità culturale germanica attraverso programmi cosiddetti culturali che ebbero anche l'effetto di ammorbidire gli effetti dell'occupazione e distrarre dai veri piani nazisti. Secondo lo storico Allan Mitchell, dell'Università di Victoria, Hitler non poteva giungere a una conclusione su dove i francesi dovessero essere collocati nella sua gerarchia di purezza razziale e a che "razza" appartenessero; pertanto nella mente di Hitler "i francesi non erano né subumani né ariani".
Il Ministero del Reich per i Territori occupati dell'Est conteneva un dipartimento principale per la politica, che si occupava espressamente della propaganda nella battaglia contro i sovietici.

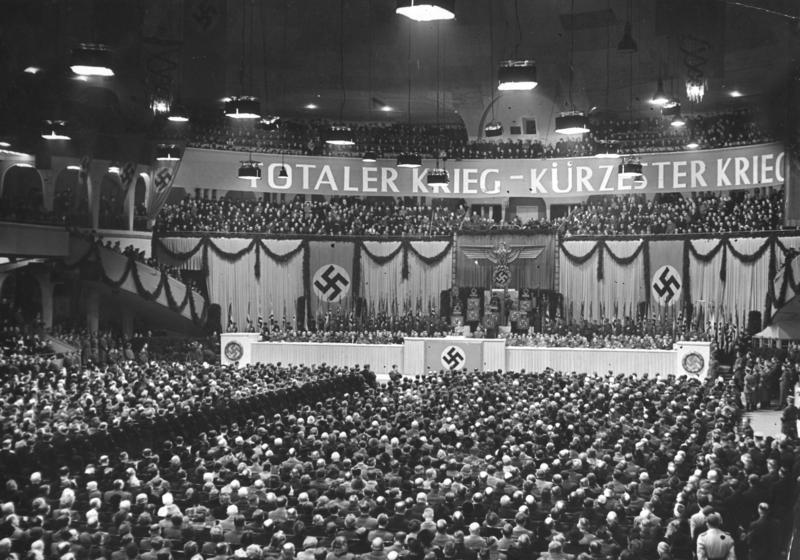
Raduno nazista del 18 febbraio 1943 al "Berlino Sportpalast". Il cartellone dice "Totaler Krieg - Kürzester Krieg" (guerra totale - guerra più breve)

### Guerra totale
Il successo iniziale ottenuto così facilmente portò molti a credere nella Germania nazista che la guerra potesse essere vinta con estrema facilità. Goebbels chiese alla propaganda di rendere più forte il popolo tedesco creando ostacoli a una facile vittoria. Già l'apertura della Battaglia d'Inghilterra sollecitò la cautela nel prevedere la vittoria; in un suo articolo per Das Reich il ministro della propaganda richiese alle persone di combattere piuttosto di chiedersi quanto sarebbe durata la guerra.
Questo processo culminò nel suo discorso di Sportpalast, che richiedeva una "Guerra totale". Il pubblico venne accuratamente selezionato per le sue reazioni, per massimizzare l'impatto della sua trasmissione radiofonica. Si fecero tentativi di mobilitare la popolazione civile per la loro assunzione in posti di lavoro inerenti alla produzione bellica.

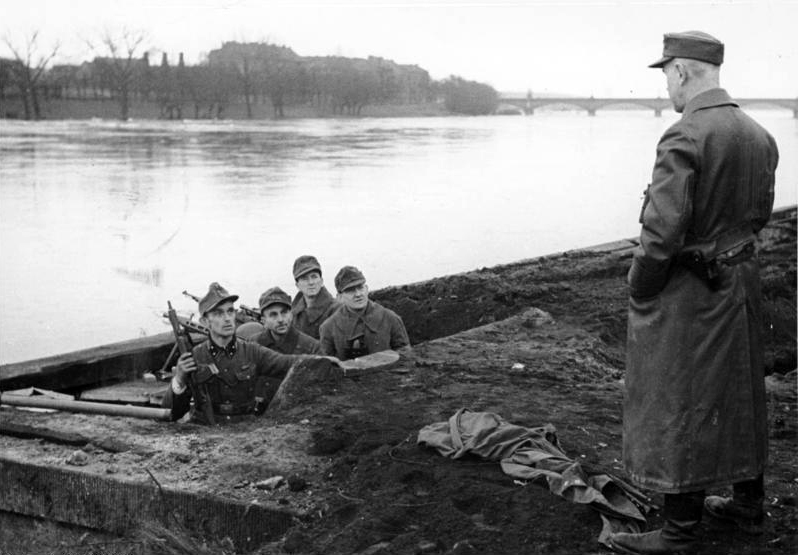
Volkssturm posti a difesa del fiume Oder, febbraio 1945

Un articolo che apparve per la celebrazione del compleanno di Hitler esortò le donne a sempre maggiori sforzi e impegno. Goebbels usò poi il tentativo di assassinio di Hitler avvenuto nel 1944 per sollecitare alla massima fatica.
Il film La cittadella degli eroi rappresentò la città del titolo, Kołobrzeg, nella sua ostinata resistenza alle forze francesi durante le guerre napoleoniche per aizzare alla resistenza l'intero popolo tedesco. Goebbels ordinò esplicitamente l'utilizzo degli eventi storici per produrre un film che riteneva essere particolarmente adatto alle circostanze in cui la Germania si trovava attualmente di fronte.
Il film stesso può essere considerato come prova che la speranza per la causa tedesca era stata oramai perduta; esso glorificò la resistenza e la morte e solo attraverso un miracolo militare inventato la città risultò essere salvata nella pellicola.
La caduta del regno d'Italia con il Proclama Badoglio dell'8 settembre 1943 e la successiva Guerra civile in Italia non fu ben preparata ed ebbe un profondo impatto; circolò anche un foglio illustrativo che non mancò di ricordare le analogie tra le situazioni tedesche e quelle italiane: ma venne in seguito anche fatto diffondere un foglio in opposizione a questa visione per accentuarne invece le differenze.

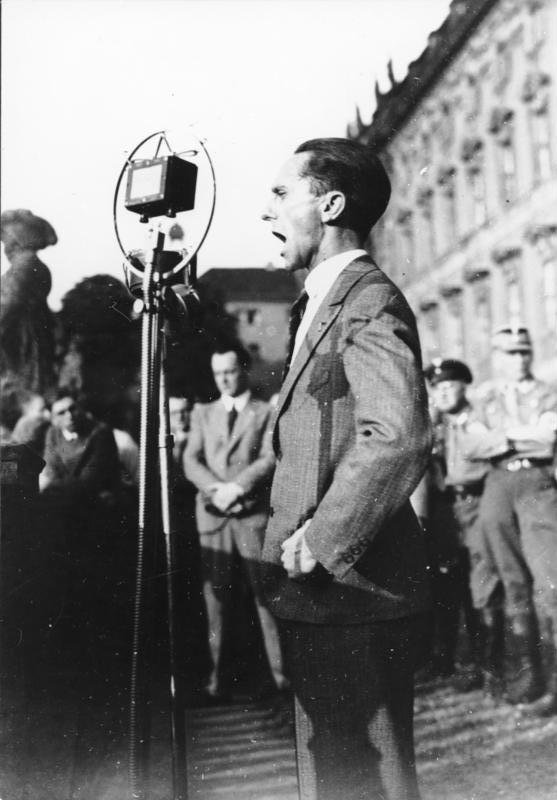
Goebbels che parla (1932)

Con la fine della guerra oramai imminente la propaganda prese l'unica strada possibile: dichiarare la morte come essere una cosa migliore rispetto alla sconfitta. Il libro dell'ebreo-statunitense Theodore Kaufman del 1941 e intitolato Germany Must Perish venne considerato essere una rappresentazione significativa del pensiero americano e si affermò che gli alleati avevano l'intenzione di smembrare e frammentare la Germania, togliendole la propria industria e trasformando così 10 milioni di tedeschi in uno stato di schiavitù.
I propagandisti rappresentarono il Volkssturm (assalto popolare) come uno scoppio di entusiasmo e volontà di resistere. Das Reich raffigurò Berlino come una città combattente fino all'ultimo, senza la promessa miracolistica sull'arrivo di nuove potenti armi che avrebbero salvato la situazione, come invece venne fatto credere in precedenza.
La richiesta di resa senza condizioni fu utilizzata da Goebbels per rafforzare la resistenza tedesca indicando il destino torvo che li attendeva.
La versione approvata e controfirmata alla fine del 1944 del Piano Morgenthau per l'imminente occupazione della Germania concludeva che: "non si vede l'ora di trasformare la Germania in un paese prevalentemente agricolo e pastorale nel suo carattere". Le notizie riguardanti il piano vennero fatte diffondere dalla stampa ottenendo un esaurimento delle scorte di carta da giornali. Goebbels affermò che "L'ebreo Morgenthau" voleva rendere la Germania un gigantesco campo di patate; Goebbels utilizzò ampiamente il piano per la sua macchina propagandistica. Il titolo del Völkischer Beobachter fu a piena pagina: "Roosevelt e Churchill concordano sul piano di morte ebraico".
Il colonnello Clarence John Boettiger affermò che le truppe statunitensi che avevano dovuto combattere per cinque settimane contro la feroce resistenza tedesca per poter conquistare Aquisgrana si erano lamentate con lui che il "Piano di Morgenthau" valeva come trenta divisioni per i tedeschi.
L'11 dicembre 1944 l'operatore dell'Office of Strategic Services William Donovan inviò a Roosevelt un messaggio telegrafico da Berna avvertendolo delle conseguenze che la conoscenza del piano aveva avuto sulla resistenza tedesca; il messaggio telegrafico di Donovan era la traduzione di un recente articolo apparso sul Neue Zürcher Zeitung.

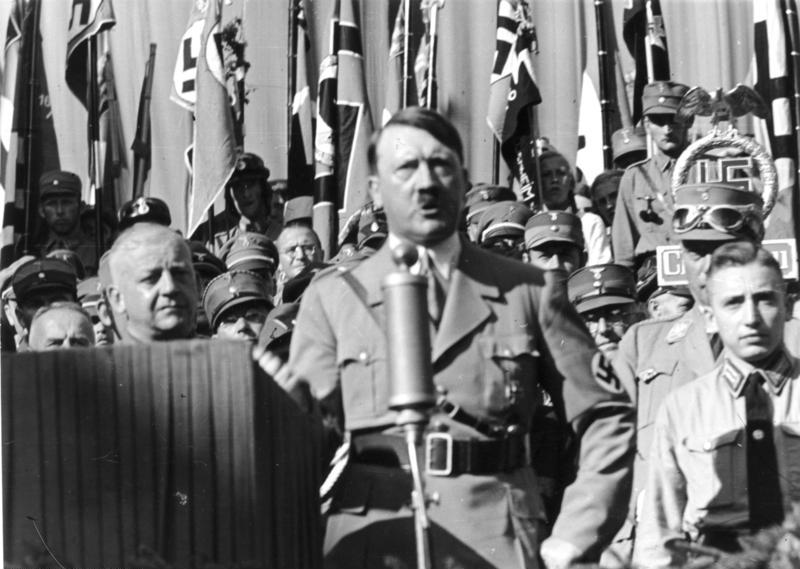
Hitler che parla (1935)

Fino a questo momento gli alleati non offrirono alcun incoraggiamento serio all'opposizione (vedi resistenza tedesca); al contrario unificarono sempre ed identificarono l'intera popolazione con i nazisti con dichiarazioni pubbliche, sia per indifferenza sia per uno scopo preciso. Per fare un esempio recente il piano Morgenthau diede al giornalista Goebbels la migliore occasione possibile. Egli fu in grado di dimostrare ai propri connazionali, bianco su nero, che il nemico aveva pianificato la schiavitù dell'intera Germania.
La convinzione che la Germania non doveva avere più niente da attendersi dalla sconfitta, ma solo l'oppressione e lo sfruttamento, prevalse, questo spiegò il fatto che i tedeschi continuarono a combattere. Non si trattava più di un regime, ma della patria stessa e per salvarla ogni tedesco fu tenuto a rispondere alla chiamata, fosse stato egli nazista o appartenente all'opposizione.

### Chiacchiere avventate
Lo slogan "Il nemico ti sta ascoltando" fu diffuso per scoraggiare le discussioni su informazioni sensibili; lo slogan che affermava "La chiacchiera è tradimento" non venne approvato per paura che la gente lo applicasse anche alla propaganda. La stampa dovette essere avvertita contro la creazione dell'impressione che le spie fossero dovunque.

## Temi medievali
Un altro tema importante nel contesto della propaganda nazista fu l'accoppiamento d'immagini medievaleggianti con l'estetica nazista contemporanea. Molti dei manifesti propagandistici utilizzati all'epoca mostravano un cavaliere medioevale con uno scudo su cui era impressa una svastica.
Questo non fu un tema specificamente usato dai nazisti, ma anche da molti altri paesi europei; persino il governo dell'impero tedesco aveva utilizzato alcune forme d'immagini medievali, ma fu soltanto il regime nazista che riuscì a realizzare con vasti effetti l'immaginario medievale in modo di auto-identificarsi con i propri predecessori post-classici.
Uno degli esempi più celebri di questo fatto è il ritratto di Hitler del 1934/36 intitolato Der Bannerträger ("il portatore di stendardo"), ad opera di Hubert Lanzinger; in esso Hitler è rivestito con un'armatura da cavaliere a cavalcioni di un cavallo da guerra, mentre contemporaneamente porta con sé la bandiera con la croce uncinata. Questo è esattamente il tipo di sintesi tra immagini contemporanee e medievali che i nazisti utilizzarono di tanto in tanto. In questo modo gli stessi nazisti sembravano dipinti come gli eroi del folclore tedesco che ritornavano.
La stragrande maggioranza di questi pezzi, tuttavia, non coinvolgeva alcun leader nazista specifico; era semplicemente un modo per mettere l'immagine del periodo medievale all'interno di un contesto attuale. Un altro esempio sorprendente è la celebrazione degli agricoltori del 1936, che mostra un cavaliere gigantesco che difende una piccola fattoria da un martello e da un falcetto.
Il discorso di San Crispino inizia con le parole "We few, we happy few, we band of brothers" ("Noi pochi, noi felici pochi, noi banda di fratelli"). Il re Enrico V si rivolge ai suoi soldati, incoraggiandoli a combattere con coraggio e a non temere la morte. Egli sottolinea che, anche se i soldati sono pochi rispetto all'esercito nemico, coloro che combatteranno al suo fianco saranno ricordati per sempre come degli eroi.
Il discorso prosegue con il ricordo di San Crispino, un martire cristiano il cui giorno di festa cadeva proprio il giorno della battaglia di Azincourt. Enrico V invoca la memoria di San Crispino come esempio di virtù e coraggio, e chiede ai suoi uomini di emulare il suo esempio e di combattere con la stessa determinazione.
Il discorso di San Crispino è stato spesso citato come esempio di retorica persuasiva e di capacità di motivazione delle truppe tedesche. Le parole del re Enrico V sono riuscite a ispirare i suoi uomini a combattere con coraggio e a ottenere la vittoria sulla superiorità numerica dell'esercito nemico.
Immagini come quelle utilizzate durante il periodo pre-guerra furono tipicamente costruite per ispirare il popolo tedesco a credere nei programmi e nelle politiche del Terzo Reich; in un periodo di turbolenza queste immagini vennero progettate per incoraggiare il sostegno tra le persone del ceto medio attraverso l'associazione con immagini popolari e culturalmente significative.
La maggioranza di queste immagini rifletteva gli aspetti più militanti del Medioevo. Quando la guerra era già in corso i nazisti tentarono di raggiungere più tedeschi possibile, ma anche di indurre sentimenti di orgoglio culturale tra gli altri popoli nordici. I nazisti crearono immagini che riguardavano specificamente il patrimonio norvegese dei Vichinghi, questo per il reclutamento di soldati provenienti dalla Scandinavia. Proprio come fecero appello al patrimonio culturale in Germania, così cercarono di creare l'immagine che i nazisti erano l'incarnazione del passato germanico/nordico e che tutti coloro che volevano preservare il proprio patrimonio culturale avrebbero dovuto unirsi a loro.
Mentre la guerra era in corso la propaganda divenne sempre più orientata al reclutamento ed usò immagini un po' meno medievali; tuttavia si è detto che tali immagini furono ampiamente utilizzate per portare avanti e rafforzare il potere nazista in un prossimo dopoguerra, ma in qualche misura meno utilizzata durante la guerra stessa. In una certa misura, poiché la guerra si volse contro la Germania, le dure realtà della sconfitta fecero sì che i cittadini tedeschi medi sarebbero stati meno inclini a sostenere la rappresentazione fantasiosa di un cavaliere e più inclini invece a sostenere una rappresentazione realistica del soldato tedesco.